# John McCain
John Sidney McCain III  (29 tháng 8 năm 1936 – 25 tháng 8 năm 2018) là Thượng nghị sĩ thâm niên của Hoa Kỳ, người tiểu bang Arizona và là người được Đảng Cộng hòa đề cử ra tranh chức tổng thống trong kỳ bầu cử tổng thống Hoa Kỳ năm 2008. Ông là một trong hai nhân vật năng nổ (người thứ hai là John Kerry) trong việc hối thúc và vận động chính phủ Hoa Kỳ bình thường hóa quan hệ ngoại giao với Việt Nam, kẻ thù cũ của Hoa Kỳ với nhiều lý do, nhưng đặc biệt là việc ông coi Việt Nam là một đối trọng đáng giá trong khu vực để giúp Hoa Kỳ đối đầu với Trung Quốc.
Ông nội và cha của McCain đều từng là đô đốc Hải quân Hoa Kỳ. McCain cũng đã học tại Học viện Hải quân Hoa Kỳ và tốt nghiệp vào năm 1958. Ông trở thành phi công hải quân lái máy bay cường kích từ hàng không mẫu hạm. Trong lúc tham chiến trong Chiến tranh Việt Nam, ông thoát chết trong gang tấc tại vụ cháy trên Hàng không mẫu hạm USS Forrestal năm 1967. Cùng năm, trong chuyến thi hành nhiệm vụ đánh bom lần thứ 23 trên bầu trời miền Bắc Việt Nam sau đó, phi cơ của ông bị bắn rơi và ông bị thương nghiêm trọng. Năm năm rưỡi ông bị bắt làm tù binh chiến tranh tại miền bắc Việt Nam, sau Hiệp định Paris 1973 ông được thả tự do.
Không lâu, sau khi McCain giải ngũ khỏi Hải quân vào năm 1981 và chuyển về Arizona, ông bắt đầu tham gia chính trị. Năm 1982 ông được bầu vào Hạ viện Hoa Kỳ, đại diện cho Khu quốc hội 1, Arizona. Sau khi phục vụ hai nhiệm kỳ tại đó, ông được bầu vào Thượng viện Hoa Kỳ đại diện cho Arizona vào năm 1986. Ông tái đắc cử Thượng nghị sĩ những năm 1992, 1998, và 2004.
Tuy gắn bó với các quan điểm bảo thủ, McCain nổi tiếng trong truyền thông với những phát biểu với tư cách "độc lập" của mình, phản đối nhiều vấn đề chủ chốt của Đảng Cộng hòa mà ông là thành viên. Thoát khỏi vụ tai tiếng Keating Five trong thập niên 1980, ông coi việc cải cách cơ chế tài trợ vận động tranh cử là một trong những mối quan tâm hàng đầu. Điều đó dẫn đến việc thông qua Đạo luật McCain-Feingold năm 2002.
McCain đã từng nỗ lực để trở thành ứng cử viên của Đảng Cộng hòa trong kỳ bầu cử tổng thống Hoa Kỳ năm 2000, nhưng thua George W. Bush sau những cuộc tranh đua sát nút tại các cuộc bầu cử sơ bộ đầu tiên. Năm 2008, ông lần nữa chạy đua tìm sự đề cử của Đảng Cộng hòa. Ông được đề cử sau đó nhưng thất cử trước ứng viên Đảng Dân chủ là Barack Obama trong tổng tuyển cử.
Về quan điểm chính trị, McCain bị chỉ trích vì quan điểm diều hâu hiếu chiến, luôn ủng hộ việc Hoa Kỳ đem quân tấn công các nước khác. Điển hình là việc ông ủng hộ quân đội Mỹ tấn công Iraq, Libya, Afghanistan, Nam Tư khiến cả triệu người thiệt mạng. Ông cũng là người liên hệ với các tổ chức Hồi Giáo cực đoan ở Bosnia và Kosovo để khuyến khích họ chống Nam Tư, cũng như việc kêu gọi Chính phủ Mỹ ủng hộ các nhóm phiến quân chống Chính phủ Syria trong cuộc nội chiến tàn khốc ở quốc gia này

## Tiểu sử và binh nghiệp

### Gia đình và giáo dục

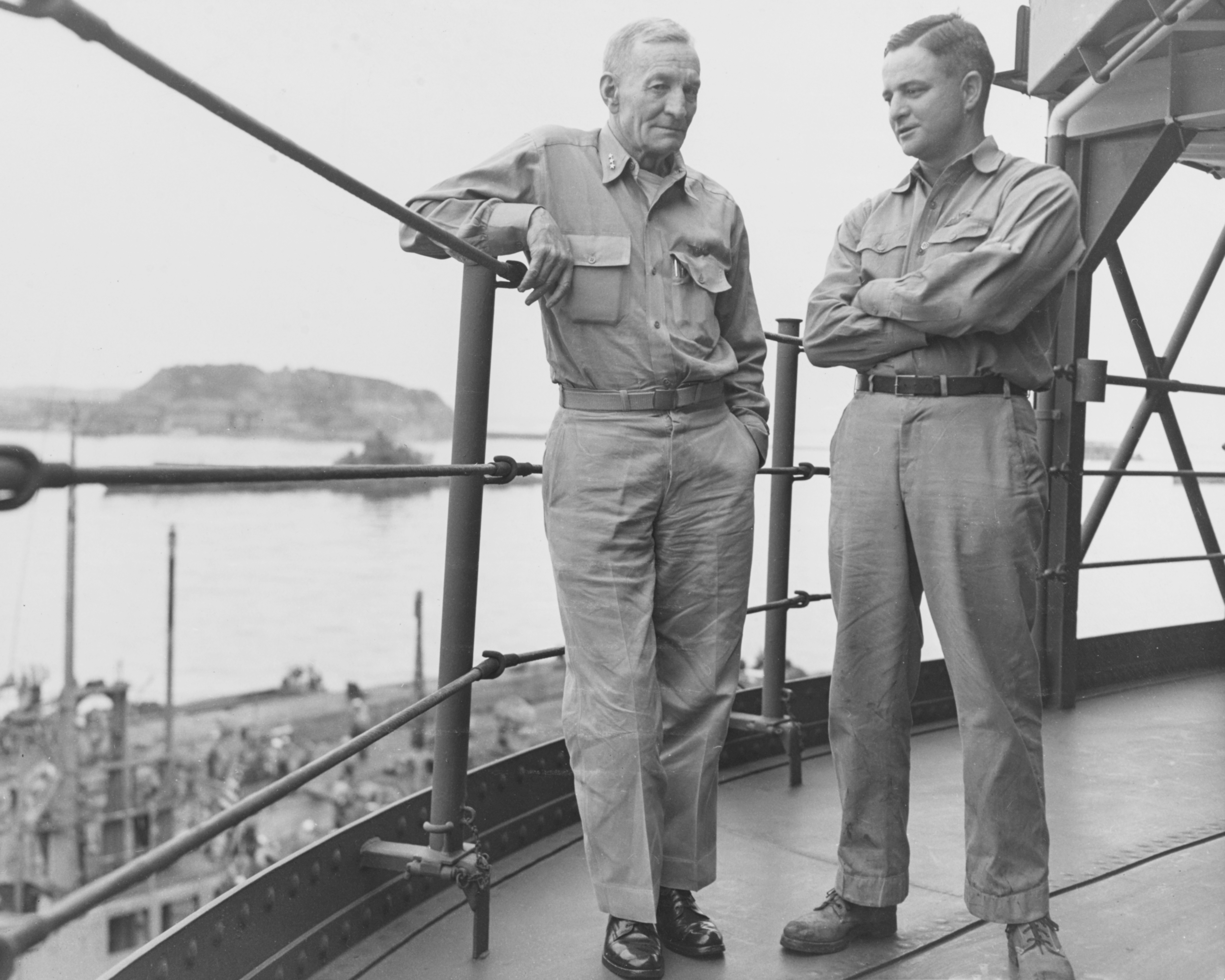
Ông nội và cha của John McCain trên một chiến hạm của Hải quân Hoa Kỳ đang đậu trong Vịnh Tokyo vào khoảng ngày 2 tháng 9 năm 1945.

McCain sinh ngày 29 tháng 8 năm 1936 tại Căn cứ Không quân Coco Solo trong Vùng Kênh đào Panama do Mỹ kiểm soát. Cha ông là Đô đốc John S. "Jack" McCain, Jr. (1911–1981) và mẹ là Roberta (Wright) McCain (s. năm 1912). Cha và ông nội của McCain đều là đô đốc của Hải quân Hoa Kỳ, và họ thực sự là cặp cha con đầu tiên cùng đạt đến cấp bậc đô đốc bốn sao. Ông nội ông, John S. "Slew" McCain, Sr. là một nhà tiên phong chiến lược hàng không mẫu hạm nắm quyền chỉ huy tất cả các lực lượng hàng không mẫu hạm tại mặt trận Thái Bình Dương trong Chiến tranh thế giới thứ hai, chỉ huy các lực lượng Hoa Kỳ trong các hành động hùng tráng như Trận Vịnh Leyte, và đã qua đời bốn ngày sau khi chiến tranh kết thúc. Cha của ông là một tư lệnh tàu ngầm, được tặng thưởng Huân chương sao bạc và Huân chương sao đồng. McCain là người Mỹ có nguồn gốc Ireland và Scotland.
Trong mười năm đầu của cuộc đời, McCain thường xuyên xa nhà vì phải theo cha tới New London, Connecticut, Trân Châu Cảng, Hawaii và vô số các căn cứ khác tại Thái Bình Dương; McCain học bất cứ những gì mà trường học tại một căn cứ hải quân dạy, điều đó đã có những ảnh hưởng tiêu cực đến việc giáo dục ông. Sau vụ tấn công của Nhật vào Trân Châu Cảng năm 1941, cha của ông vắng mặt trong những khoảng thời gian dài. Khi còn là một đứa trẻ, John McCain nổi tiếng vì dễ nổi cáu, năng nổ trong thi đua và giành chiến thắng. Sau khi Chiến tranh thế giới thứ hai kết thúc, cha của ông vẫn ở lại Hải quân, đôi khi làm công việc tùy viên chính trị; gia đình định cư tại miền bắc Virginia, và McCain đi học tại trường St. Stephen thiên về giáo dục hơn tại Alexandria, Virginia từ năm 1946 đến 1949, nơi ông bắt đầu phát triển một khí tính ươn ngạnh. Tiếp đó, sau hai năm cùng cha đi khắp các căn cứ hải quân; tổng cộng ông đã học tại khoảng 20 trường khác nhau trong suốt thời niên thiếu của mình. Từ năm 1951, ông theo học Trung học Episcopal tại Alexandria, một trường tư thục hàng đầu với những điều lệ nghiêm ngặc. McCain giành được hai giải thưởng thể thao về đô vật, là môn mà ông có năng khiếu trong các hạng cân nhẹ. McCain có các biệt danh là "Punk" (tồi) và "McNasty" (tên của ông chữ Cain biến thành chữ Bẩn), ông tiếp tục nổi danh với cá tính hay gây gổ và hung hăng và ông tốt nghiệp trung học vào năm 1954.

### Huấn luyện Hải quân, nhận nhiệm vụ ban đầu, hôn nhân lần đầu và con cái

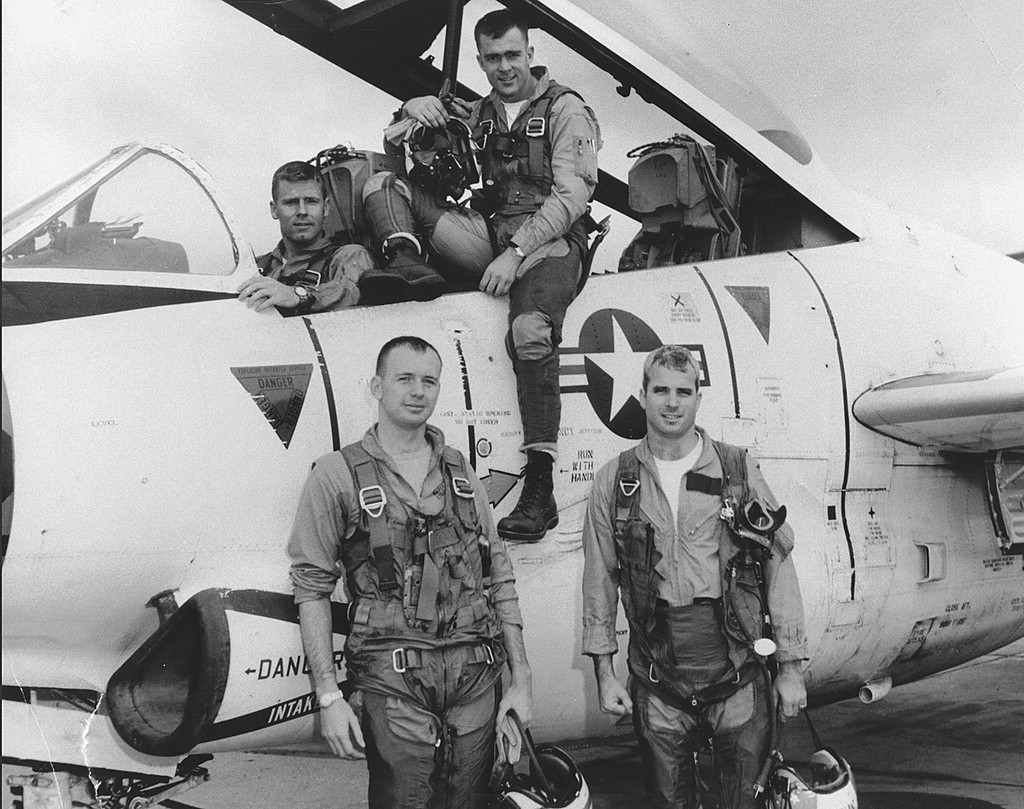
McCain (phía trước bên phải) cùng với phi đoàn của ông vào năm 1965.

Theo bước của cha và ông nội, McCain vào học tại Học viện Hải quân Hoa Kỳ. McCain là một học viên nổi loạn và đời binh nghiệp của ông tại Học viện Hải quân rất mâu thuẫn nửa yêu nửa ghét và mù mờ. Ông thường hay cãi nhau với ban giám hiệu và lãnh đạo của trường; mỗi năm ông bị trên 100 lần kỷ luật (vì giày không đánh bóng, đội hình không chỉnh tề, nói chuyện không đúng chỗ và những việc đại khái như vậy), khiến ông mất đi tư cách thành viên trong "Câu lạc bộ Thế kỷ". Ông không ưa những thượng cấp ngang nhiên chứng tỏ quyền lực trước mặt ông, "Thật là nhảm nhí, và tôi ghét cay ghét đắng về chuyện đó" và ông đôi khi sẽ can thiệp khi thấy chuyện đó xảy ra với những người khác. Cao 5 bộ 7 inch và cân nặng 127 cân Anh (1.70 m và 58 kg), ông tham dự tranh tài môn quyền Anh hạng nhẹ trong 3 năm, tuy thiếu tài năng nhưng gan dạ và không có "bỏ số de." Có một trí óc khá thông minh, ông học tốt một số môn mà ông thích như Văn chương Anh, lịch sử và chính quyền. Mặc dù điểm số kém, ông vẫn là lãnh đạo trong nhóm học viên Hải quân, đặc biệt là tổ chức các hoạt động ngoài giờ học; một bạn học viên của ông nói rằng "được tự do với John McCain cũng giống như là một vụ xe lửa trật đường rầy." Mặc dù gặp khó khăn, sau này ông viết rằng ông chưa bao giờ lưỡng lự ý nguyện của mình để chứng tỏ cho cha và gia đình ông biết là ông cũng có dũng khí tương tự như hai bậc bề trên của mình trong Hải quân. Ông chưa bao giờ nghĩ đến việc bỏ học và vì vậy ông đã hoàn thành thành công việc huấn luyện của mình và tốt nghiệp Học viện Hải quân năm 1958; ông đứng hạng năm từ dưới đếm lên trong lớp của mình, hạng 894 trong số 899 học viên.
McCain sau đó nhận nhiệm vụ là một thiếu úy Hải quân và trải qua hai năm rưỡi thụ huấn thành phi công Hải quân tại Căn cứ Không lực Hải quân Pensacola ở Florida và Căn cứ Không lực Hải quân Corpus Christi ở Texas, lái phi cơ A-1 Skyraiders. Ông trở nên nổi tiếng là một kẻ ăn chơi khi ông lái một chiếc xe Corvette, hò hẹn với một vũ nữ khiêu dâm tên là "Marie the Flame of Florida", và, như lời ông nói sau này, "nói chung đã phí phạm sức khỏe và tuổi thanh xuân của tôi." Ban đầu ông là một phi công tầm thường, không năng nổ chịu khó đọc sách hướng dẫn về phi hành. Trong một cuộc thực tập tại Texas, máy bay do ông lái bị rơi xuống Vịnh Corpus Christi, điều tra cho thấy máy bay rơi do lỗi của phi công, tuy nhiên ông thoát hiểm mà không bị thương tích gì nặng. Ông tốt nghiệp trường lái phi cơ năm 1960 và trở thành một phi công hải quân lái máy bay cường kích.
McCain phục vụ trên các hàng không mẫu hạm USS Intrepid và USS Enterprise, trong Biển Caribbe và được triển khai đến Địa Trung Hải. Ông trực chiến trên hàng không mẫu hạm Enterprise khi nó tham dự cuộc phong tỏa Cuba trong suốt thời gian có cuộc Khủng hoảng tên lửa Cuba năm 1962. Năng lực phi hành của ông được cải thiện, nhưng ông chút nữa bị mất mạng khi máy bay ông lái gần như va chạm đường dây điện sau khi bay quá thấp trên bầu trời Tây Ban Nha. Ông trở về Căn cứ Pensacola nơi ông phục vụ như một huấn luyện viên dạy lái máy bay tại Căn cứ Không lực Hải quân Meridian ở Mississippi. Khu sân bay này có tên là Trường bay McCain được đặt tên để vinh danh ông nội của ông. Vào năm 1964, ông có quan hệ tình cảm với Carol Shepp, một người mẫu có gốc ở Philadelphia, Pennsylvania; họ đã gặp nhau tại Annapolis và bà đã lấy một người bạn học của ông, nhưng sau đó ly dị. Ngày 3 tháng 7 năm 1965, McCain cưới Shepp tại Philadelphia, Pennsylvania. McCain nhận nuôi hai con của bà là Doug và Andy, năm tuổi và ba tuổi vào lúc đó; ông và bà sau đó có với nhau một con gái tên Sidney vào tháng 9 năm 1966. Mùa thu năm 1965 ông lại chút nữa bị mất mạng khi máy bay của ông chết máy trên bầu trời Norfolk, Virginia khiến ông phải nhảy dù an toàn ra ngoài và phi cơ của ông bị rơi.
McCain càng ngày càng trở nên chán chường với vai trò huấn luyện viên và xin được chuyển sang chiến đấu.
Tháng 12 năm 1966 McCain được chuyển nhiệm vụ sang hàng không mẫu hạm USS Forrestal, lái phi cơ A-4 Skyhawk; ông bắt đầu phục vụ trên mẫu hạm này trong những chuyến đi đến Địa Trung Hải và Đại Tây Dương. Trong thời gian này, cha của McCain được thăng cấp chuẩn đô đốc năm 1958 và phó đô đốc năm 1963; và vào tháng 5 năm 1967 cha của ông được thăng lên đô đốc bốn sao và làm tổng tư lệnh các lực lượng Hải quân Hoa Kỳ tại Châu Âu, đóng tổng hành dinh tại Luân Đôn.

### Các chiến dịch tại Việt Nam

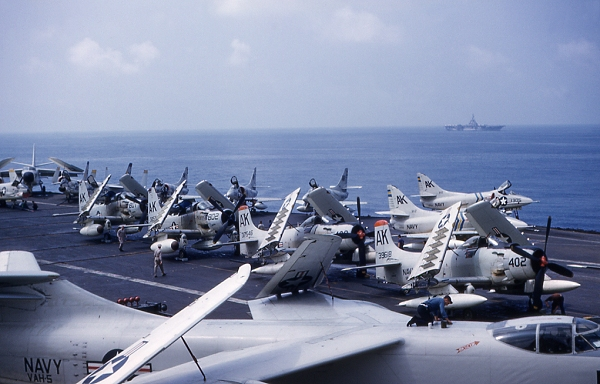
Máy bay trên Hàng không mẫu hạm USS Forrestal năm 1958

Vào mùa xuân năm 1967 Forrestal được triển khai tham dự Chiến dịch Rolling Thunder, đó là chiến dịch dội bom chống Việt Nam Dân chủ Cộng hòa một phần của Chiến tranh Việt Nam. Đội phi cơ tấn công bay từ Hàng không mẫu hạm Forrestal có nhiệm vụ đánh phá các mục tiêu cơ sở hạ tầng đặc biệt và đã được chọn trước như kho vũ khí, nhà máy, và cầu; những mục tiêu này khá nguy hiểm vì các loại vũ khí phòng không được Liên Xô chế tạo và cung cấp, và được Lực lượng phòng không Quân đội Nhân dân Việt Nam dàn trận. Năm phi vụ tấn công đầu của McCain trên miền Bắc Việt Nam không xảy ra chuyện gì. Nhưng McCain và các bạn phi công của ông trở nên chán nản vì cách điều hành Chiến dịch Rolling Thunder từ Washington; sau này ông có viết rằng "Danh sách các mục tiêu rất hạn chế đến nỗi chúng tôi phải bay trở lại và đánh phá mục tiêu đó nhiều lần.... Đa số các phi công của chúng tôi thi hành các phi vụ đều tin rằng các mục tiêu của chúng tôi gần như là không có giá trị gì. Thật lòng mà nói, chúng tôi nghĩ những tư lệnh dân sự của chúng tôi hoàn toàn là những thằng ngốc mà không có một chút khái niệm làm sao để thắng cuộc chiến."
Lúc đeo cấp bậc thiếu tá, McCain một lần nữa gần như bị mất mạng khi làm nhiệm vụ vào ngày 29 tháng 7 năm 1967 trên hàng không mẫu hạm Forrestal, đang hoạt động trong Vịnh Bắc Bộ. Các phi cơ đang chuẩn bị mở đợt tấn công thì một hỏa tiễn Zuni từ một phi cơ F-4 Phantom bất chợt khai hỏa băng ngang qua sàn tàu. Đạn hỏa tiễn bắn trúng chiếc A-4E Skyhawk của ông khi ông chuẩn bị cất cánh. Nó làm vỡ tung bình nhiên liệu của chiếc Skyhawk, bắt lửa và làm hai trái bom khác văng ra. McCain thoát ra khỏi chiếc phi cơ của mình bằng cách leo ra khỏi phòng lái, bò lên phía trước mũi phi cơ và nhảy xuống sàn tàu đang bốc cháy. Chín mươi phút sau vụ tai nạn, một trong hai quả bom nổ phía dưới phi cơ của ông. McCain bị mảnh bom văng trúng hai chân và ngực. Trận hỏa hoạn giết chết 132 thủy thủ, làm bị thương 62 người khác, phá hủy ít nhất 20 phi cơ, và mất đến 24 giờ để dập tắt ngọn lửa. Một hai ngày sau sau vụ tại nạn đó, McCain bảo với phóng viên New York Times là R. W. Apple, Jr. ở Saigon rằng, "Thật là một điều khó nói. Nhưng giờ đây tôi đã chứng kiến được bom và Napalm đã gây thiệt hại thế nào cho những người trên tàu của chúng tôi, Tôi không chắc rằng tôi có còn muốn thả bất cứ thứ nào như thế nữa không xuống Bắc Việt." Nhưng việc thay đổi hướng là không thể nào như McCain đã nói, "Tôi luôn mong muốn được phục vụ trong Hải quân. Tôi được sinh ra là ở trong hải quân và không bao giờ thực sự nghĩ đến một nghề nghiệp khác. Nhưng tôi luôn có vấn đề với đơn vị."
Khi hàng không mẫu hạm Forrestal rút về để sửa chữa, McCain tình nguyện gia nhập Phi đoàn Tấn công 163 trên hàng không mẫu hạm thiếu nhân sự là USS Oriskany. Hàng không mẫu hạm này cũng từng bị tai nạn hỏa hoạn trên sàn tàu trước đây và các phi đoàn của nó cũng bị thiệt hại nặng nề trong Chiến dịch Rolling Thunder, với 1/3 phi công tử trận hoặc bị bắt trong năm 1967. Ông gia nhập Oriskany vào tháng 9 năm 1967 cho một vòng phục vụ mà ông nghĩ là sẽ hoàn thành đầu mùa hè tới. Vào cuối tháng 10 năm 1967, McCain đã bay tổng cộng 22 phi vụ ném bom.

### Tù binh chiến tranh
John McCain bị bắt vào ngày 26 tháng 10 năm 1967 và sau đó bị giam giữ. Chiếc phi cơ A-4E của ông bị một tên lửa bắn trúng trên bầu trời Hà Nội trong khi ông đang thực hiện nhiệm vụ ném bom lần thứ 23 của ông trên bầu trời miền Bắc Việt Nam. McCain bị gãy cả hai tay và một chân khi phóng ra khỏi chiếc phi cơ, và gần như bị chết đuối khi nhảy dù xuống Hồ Trúc Bạch. Một số người Việt kéo ông lên bờ. Một người nhảy xuống dúi mũi khẩu súng trường vào vai phải của ông, một người khác lục tìm thấy dao găm dọc theo hai bên đùi ông. Sau đó, McCain bị đưa đến nhà tù chính của Hà Nội là Hỏa Lò, có biệt danh là "Hanoi Hilton".

McCain được kéo lên từ Hồ Trúc Bạch ở Hà Nội vào ngày 26 tháng 10 năm 1967

Mặc dù McCain bị thương trầm trọng, ông cáo buộc những người bắt ông đã từ chối điều trị các vết thương cho ông, đánh ông và tra khảo ông để lấy thông tin; ông được chăm sóc sức khỏe chỉ khi người Việt khám phá ra rằng cha ông là một vị tướng cao cấp. Tin ông là tù binh được đăng tải trên các trang nhất của các tờ báo lớn.
McCain trải qua sáu tuần lễ trong bệnh viện, ông nói rằng mình đã nhận được những chăm sóc y tế rất tốt. Vào lúc đó ông mất 50 lb (23 kg) và tóc bắt đầu bạc, McCain bị đưa đến một trại khác nằm ở ngoại ô Hà Nội vào tháng 12 năm 1967. Ông bị giam chung một phòng giam với hai người Mỹ khác và hai người này không nghĩ rằng ông có thể sống sót trong vòng 1 tuần lễ.

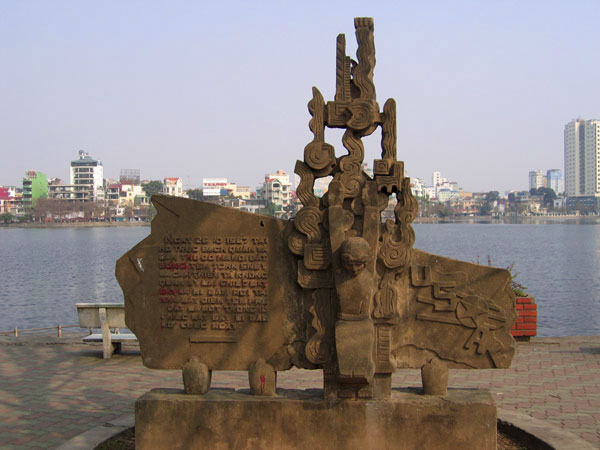
Tượng đài bên hồ Trúc Bạch ghi chiến công của quân dân Hà Nội bắt sống giặc lái John McCain, thiếu tá không quân Mỹ ngày 26.10.1967

Giữa năm 1968, John S. McCain, Jr. được bổ nhiệm làm tư lệnh các lực lượng Hoa Kỳ trong chiến trường Việt Nam, và người Việt Nam đề nghị thả McCain sớm vì muốn thực hiện mục đích tuyên truyền chứng tỏ sự khoan hồng, và cũng muốn cho các tù binh khác thấy rằng những người có vị thế như McCain sẵn lòng để được đối xử một cách ưu tiên. McCain từ chối đề nghị này; ông chỉ chấp nhận lời đề nghị nếu như tất cả các tù binh bị bắt trước ông cũng đều được thả. Theo diễn giải về luật hành xử quân sự của tù binh, việc thả tù sớm như thế bị cấm đoán: để tránh bị kẻ thù sử dụng tù binh cho mục đích tuyên truyền, các sĩ quan phải đồng ý được trả tự do theo thứ tự ngày bị bắt.
Tháng 8 năm 1968, McCain cáo buộc rằng một chương trình tra tấn khắc nghiệt bắt đầu được thực hiện lên người ông. Ông nói rằng mình bị buộc bằng dây thừng và bị đánh đập cứ hai giờ một lần trong lúc ông đang bị bệnh kiết lỵ. Bị nhiều vết thương hơn đã khiến cho ông bắt đầu tìm cách tự vẫn nhưng được những người canh giữ ông ngăn chặn. Sau bốn ngày, McCain ký vào "giấy tự thú" tuyên truyền chống Mỹ. Ông luôn cảm nhận rằng lời thú tội đó không có giá trị nhưng sau này ông có viết rằng "Tôi đã học được những gì mà tất cả chúng tôi đã học được tại đó: mọi người đều có một thời điểm nào đó phải buông xuôi. Tôi đã tới thời điểm buông xuôi của tôi." McCain nói rằng những tù binh Mỹ khác cũng bị tra tấn và đối xử tệ để lấy "lời thú nhận tội" và những lời tuyên bố mang tính tuyên truyền. Trong số đó có những người phải chịu đựng sự đối xử tệ hại hơn và dài hơn; gần như tất cả tù binh cuối cùng cũng phải khuất phục một phần nào đó trước những người bắt họ. McCain kể rằng ông bị đánh ba lần mỗi tuần vì ông tiếp tục từ chối ký thêm các bản tự thú khác.
McCain từ chối gặp vô số các nhóm phản chiến mưu tìm hòa bình tại Hà Nội vì không muốn cho họ và những người Việt Nam một chiến thắng về mặt tuyên truyền. Từ cuối năm 1969 trở đi, việc đối xử với McCain và nhiều tù binh khác có phần dễ chịu hơn, trong khi đó McCain tiếp tục chống đối nhà chức trách trại giam. McCain và các tù binh khác reo hò cổ vũ cho chiến dịch dội bom của Hoa Kỳ trong dịp lễ giáng sinh vào tháng 12 năm 1972 vì xem đó như một hành động mạnh tay bắt đối phương phải tuân theo điều kiện của Hoa Kỳ.
Tính chung, McCain làm tù binh tại Hà Nội trong 5 năm rưỡi. Ông được thả vào ngày 14 tháng 3 năm 1973. Các vết thương của ông vào thời chiến vẫn còn khiến cho ông vĩnh viễn không thể đưa hai tay qua khỏi đầu.

### Trở về Hoa Kỳ
Ngay khi trở về Hoa Kỳ, McCain được đoàn tụ với vợ của ông là Carol. Bà cũng bị tàn phế và chịu đựng nỗi đau như sắp chết trong suốt thời gian ông bị bắt vì một vụ tai nạn xe hơi tháng 12 năm 1969 đã khiến cho bà phải phẫu thuật nhiều tháng trời và chữa trị bằng phương pháp trị liệu vật lý; lúc ông gặp lại bà thì bà thấp hơn trước 4 inch, mang nạng, và trông có vẻ nặng nề. Là một tù binh mới được trở về, McCain trở nên một người nổi tiếng: Tờ báo The New York Times đã chạy trang đầu hình ông bước ra khỏi phi cơ tại Căn cứ Không quân Clark ở Philippines; ông xuất bản một tự truyện dài diễn tả những gian nan thử thách của ông và việc ủng hộ của ông đối với sự điều hành cuộc chiến của chính phủ của Tổng thống Nixon trong tạp chí U.S. News & World Report; ông tham gia một số cuộc diễn hành và những buổi xuất hiện cá nhân; và một bức hình chụp ông đang chống nạng, bắt tay với Tổng thống Richard Nixon trong một buổi tiếp đón tại Tòa Bạch Ốc dành cho các tù binh vừa trở về đã trở thành hình tượng.
McCain tiếp tục nhận điều trị thương tích và học tại Đại học Chiến tranh Quốc gia (National War College) ở Căn cứ McNair tại Washington, D.C. trong thời gian 1973–1974. Ít có ai nghĩ rằng McCain có thể bay trở lại, nhưng ông quyết định thử và cố công trong 9 tháng nhận trị liệu vật lý đau đớn hành hạ, đặc biệt là ráng tập co hai đầu gối chân của mình lại. Cuối năm 1974 McCain vừa đủ hồi phục về thể chất để có thể bay và ông được phục hồi tình trạng được phép bay, và trở thành Sĩ quan Hành chính và sau đó là sĩ quan chỉ huy Phi đoàn VA-174 Hellrazors mà trước đây từng là phi đoàn huấn luyện Hải quân Duyên hải miền Đông gồm các phi cơ A-7 Corsair II đóng tại Căn cứ Không lực Hải quân Cecil Field ngoại ô Jacksonville, Florida và là phi đoàn cường kích lớn nhất trong Hải quân. Khả năng lãnh đạo của McCain được ghi nhận với việc nâng cao chất lượng của một đơn vị tầm thường, cải thiện sự sẵn sàng chiến đấu của các phi cơ và những quy định về an toàn cho các phi công và giành về cho phi đoàn giải Tuyên dương đơn vị xứng đáng (Meritorious Unit Commendation) lần đầu tiên, và trong lúc một số sĩ quan cao cấp không ưa thích sự có mặt của McCain vì được ân sủng nhờ có người cha đô đốc, các sĩ quan cấp dưới thì đồng lòng ủng hộ ông và giúp ông đạt đủ điều kiện để đáp phi cơ A-7 trên hàng không mẫu hạm.
Trong thời gian ở Jacksonville, hôn nhân của McCains bắt đầu rạn nứt. McCain có các cuộc tình ngoại hôn, và sau đó ông nói, "Sự đổ vỡ hôn nhân của tôi là do tính ích kỷ và ấu trĩ của tôi hơn là vì Việt Nam, và tôi không thể trốn tránh trách nhiệm bằng cách chỉ tay về cuộc chiến. Đáng trách hoàn toàn là tự bản thân tôi." Vợ của ông sau đó có ám chỉ đến những ẩn ý này khi nói rằng "Tôi cho rằng sự đổ vỡ hôn nhân của chúng tôi phần nhiều là do John, bước sang tuổi 40 nhưng muốn trở lại thời 25 tuổi, hơn là tôi làm gì khác sai trái."

### Liên lạc viên tại Thượng viện và hôn nhân lần thứ hai

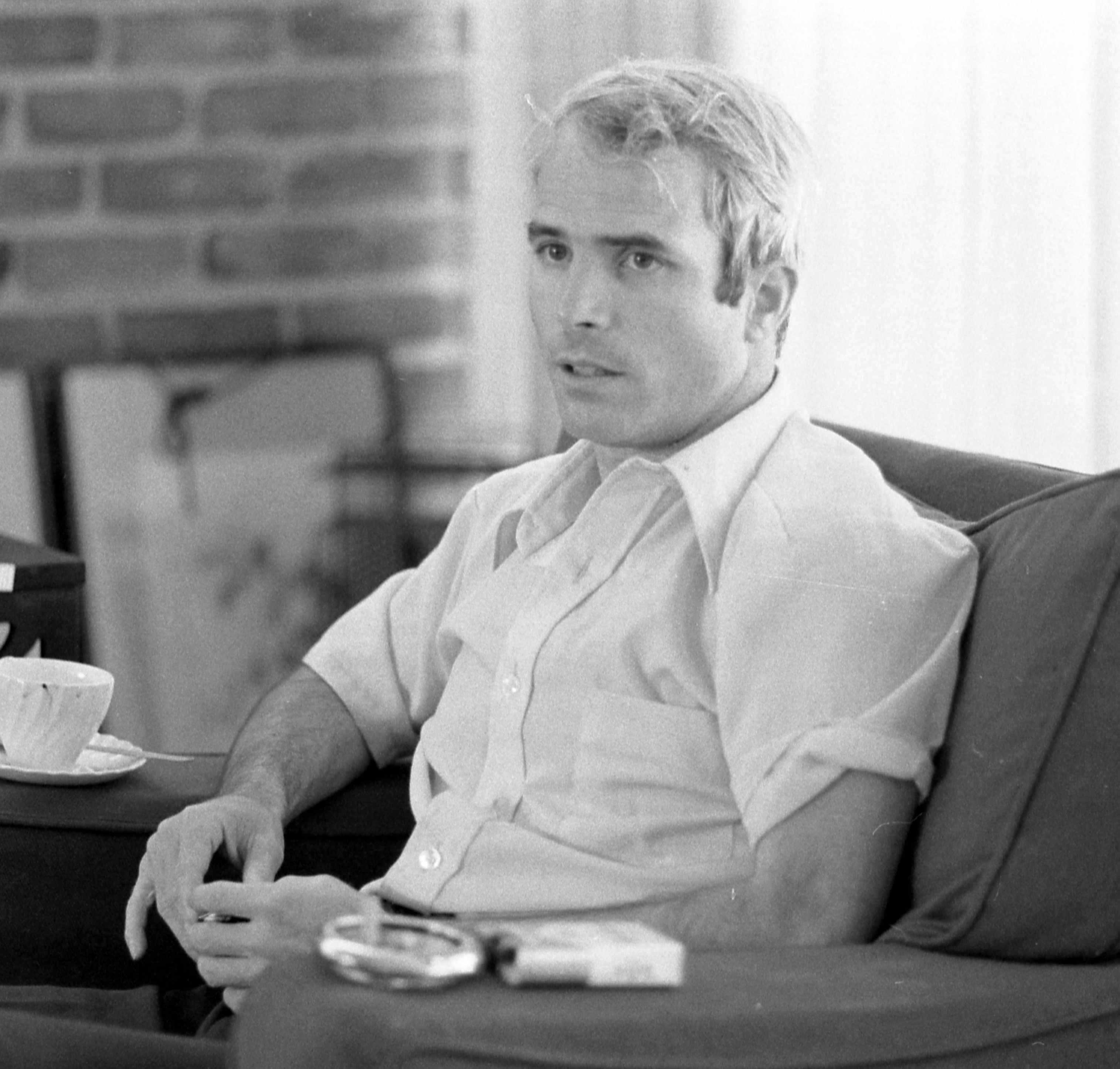
Phỏng vấn McCain ngày 24 tháng 4 năm 1973 sau khi ông trở về nhà.

Năm 1976, McCain có thoáng nghĩ đến việc ra tranh cử Hạ viện Hoa Kỳ từ Florida. Tuy nhiên theo lời cân nhắc của Đô đốc James L. Holloway III, năm 1977 McCain trở thành liên lạc viên Hải quân tại Thượng viện Hoa Kỳ. Trở lại vùng thủ đô Washington, D.C., McCain chẳng bao lâu sau đó trở thành trưởng nhóm liên lạc tại Tòa nhà Văn phòng Thượng viện Russell, và sau này ông nói rằng nó đã "thật sự đưa tôi vào giới chính trị và khởi đầu sự nghiệp thứ hai của tôi như một người phục vụ công chúng." McCain bị ảnh hưởng bởi các thượng nghị sĩ của cả hai đảng, và đặc biệt có một mối quan hệ chặt chẽ với thượng nghị sĩ Đảng Cộng hoà là John Tower từ Texas, thành viên của Ủy ban Quân vụ Thượng viện. McCain vẫn còn sống chung với vợ mặc dù họ đã nộp hồ sơ ly thân trong thời gian này.
Năm 1979, trong lúc dự tiệc tiếp tân quân sự tại Hawaii, McCain gặp và yêu Cindy Lou Hensley nhỏ hơn ông 17 tuổi. Bà là một giáo viên từ Phoenix, Arizona và là con gái của James Willis Hensley, một nhà phân phối bia Anheuser-Busch giàu có cùng vợ là Marguerite Smith. Vào thời gian này đời binh nghiệp hải quân của McCain rõ ràng là dậm chân tại chỗ; ông sẽ không bao giờ có cơ hội được thăng lên đến cấp bậc đô đốc như cha và ông nội của ông đã được. McCain làm đơn xin ly hôn và nhận được thỏa thuận không tranh chấp tại tòa từ vợ của ông là Carol tại Florida ngày 2 tháng 4 năm 1980; ông dàn xếp trọng hậu cho bà, bao gồm nhà cửa tại Virginia và Florida và giúp đỡ tài chánh cho bà điều trị thương tật. McCain và Hensley cưới nhau vào ngày 17 tháng 5 năm 1980 tại Phoenix, Arizona. Con cái của McCain cảm thấy bực tức và không đến dự lễ cưới, nhưng vài năm sau đó họ đã làm lành lại với ông và Cindy.
McCain hồi hưu khỏi hải quân năm 1981 với cấp bậc đại tá. Trong suốt thời binh nghiệp, ông nhận được một Huân chương sao bạc, một Huân chương sao đồng, Legion of Merit, Purple Heart, và Distinguished Flying Cross.

## Sự nghiệp chính trị

### Dân biểu Hoa Kỳ và có thêm con cái
Sống tại Phoenix, McCain đi làm việc cho cha vợ mới của ông ở hãng phân phối bia Anheuser-Busch với tư cách là phó chủ tịch đối ngoại, nơi ông giành được sự ủng hộ chính trị trong cộng đồng thương mại địa phương, gặp gỡ nhiều khuôn mặt quyền thế như nhà ngân hàng Charles Keating, Jr., nhà phát triển địa ốc Fife Symington III, và nhà xuất bản báo chí Darrow "Duke" Tully, suốt thời gian tìm một chức vụ dân cử. Khi John Jacob Rhodes, Jr., đại biểu quốc hội lâu năm của Đảng Cộng hòa từ Khu quốc hội số 1 của Arizona, thông báo hồi hưu, McCain ra ứng cử cho chiếc ghế này với tư cách là một đảng viên Cộng hòa năm 1982. McCain đối diện với hai nghị viên tiểu bang nhiều kinh nghiệm trong cuộc đua giành quyền được đề cử từ Đảng Cộng hoà, và vì là một người mới đến sống tại Arizona nên ông bị liên tiếp tấn công là kẻ ngoài đột nhập. Cuối cùng tại một diễn đàn dành cho các ứng cử viên, ông đã đưa ra một lời bác bỏ nổi tiếng chống một cử tri đang tấn công ông: 
| “ | Lắng nghe này người bạn. Tôi đã trải qua 22 năm trong Hải quân. Ông nội tôi cũng ở trong Hải quân. Chúng tôi trong quân đội có chiều hướng di chuyển rất nhiều. Chúng tôi phải sống tại nhiều nơi trên đất nước này, nhiều nơi trên thế giới. Tôi mong là tôi đã có thể có sự xa xỉ như bạn được lớn lên và sống cả đời tôi tại một nơi đẹp như là khu quốc hội 1 của Arizona, nhưng vì tôi đang bận làm những công việc khác. Sự thật là, theo tôi nghĩ bây giờ, nơi mà tôi sống lâu năm cuộc đời của tôi là Hà Nội. | ” |

Một nhà bình luận trên báo Phoenix Gazette sau này gọi việc này là "câu trả lời chấn động nhất đối với một vấn đề chính trị đầy rắc rối mà tôi từng được nghe." Với sự giúp đỡ của một số chính trị gia địa phương ủng hộ và những mối liên hệ ở Washington cũng như sự quảng bá tranh cử trên truyền hình hữu hiệu, một phần nhờ vào số tiền 167.000 mà vợ ông tung vào chiến dịch vận động tranh cử (ông đã dùng nhiều tiền hơn để tranh cử so với các đối thủ của ông), và sự ủng hộ của tờ báo The Arizona Republic của Tully (tờ báo có quyền lực nhất tiểu bang), McCain chiến thắng trong cuộc bầu cử sơ bộ có tính tranh đua khá dữ dội vào tháng 9 năm 1982. So với cuộc tổng tuyển cử hai tháng sau đó, ông chiến thắng khá dễ dàng trong một khu có rất nhiều người thuộc Đảng Cộng hòa.
McCain gây ấn tượng ngay lập tức tại Quốc hội Hoa Kỳ. Ông được bầu làm chủ tịch nhóm dân biểu mới của năm 1983. Ông được phân công làm việc trong Ủy ban Dân biểu Hoa Kỳ đặc trách Nội vụ và Quốc hải vụ (United States House Committee on Interior and Insular Affairs), Ủy ban đặc trách về người già (Select Committee on Aging), và sau đó là chủ tịch Lực lượng đặc nhiệm Đảng Cộng hòa đặc trách về sự vụ người bản thổ (Republican Task Force on Indian Affairs). Ông bảo trợ một số đạo luật về sự vụ người bản thổ, liên quan phần lớn là cấp phát đất cho các khu vực dành riêng cho người bản thổ và qui chế về thuế của các bộ tộc người bản thổ; đa số các đạo luật này không được thành công. Chính kiến của McCain vào thời gian này gần như là đi cùng chính sách của Tổng thống Ronald Reagan, các vấn đề từ kinh tế đến Liên Xô; tuy nhiên, lá phiếu của ông chống lại một giải pháp cho phép Tổng thống Reagan giữ các Thủy quân Lục chiến Hoa Kỳ được triển khai như một phần của Lực lượng đa quốc gia tại Liban, lấy lý do là tổng thống "không thấy một sự chống đối đáng kể nào tại Liban", có lẽ được xem là lời tiên tri sau vụ đánh bom trại lính ở Beirut năm 1983 một tháng sau đó; lá phiếu này cũng đã khởi đầu sự nổi tiếng của ông qua truyền thông quốc gia như là một chính trị gia có tư tưởng độc lập. McCain thắng tái cử dân biểu dễ dàng năm 1984. Trong nhiệm kỳ mới, McCain bảo trợ Đạo luật Phát triển Kinh tế người bản thổ năm 1985 và nó được ký thành luật. Năm 1985, ông trở lại Việt Nam cùng với Walter Cronkite để thực hiện một phóng sự đặc biệt của CBS News, và nhìn thấy đài chiến thắng được dựng lên nơi mà tên "giặc lái Ma Can" nổi tiếng được kéo lên từ Hồ Trúc Bạch, Hà Nội; đó là lần đầu tiên trong một số chuyến trở lại mà McCain đã thực hiện tại đó. Năm 1986 ông lại phá rào lần nữa bằng cách bỏ phiếu thành công tháo bỏ quyền phủ quyết của Reagan về Đạo luật chống chủ nghĩa Apartheid toàn diện mà áp đặt cấm vận chống Nam Phi.
Năm 1984 McCain và vợ ông là Cindy có cung với nhau một đứa con gái đầu lòng tên Meghan. Sinh sau Meghan là con trai John Sidney IV (được biết với tên là "Jack") năm 1986, và con trai James năm 1988. Năm 1991, Cindy McCain mang về Mỹ một bé gái 3 tháng tuổi bị bỏ rơi trong một cô nhi viện ở Bangladesh do Mẹ Teresa điều hành. Bé gái này rất cần chăm sóc y tế vì bị sứt môi trầm trọng; Gia đình McCain quyết định nhận bé gái này làm con nuôi và đặt tên là Bridget. Việc tiến hành xin con nuôi bắt đầu và bị đình trệ vì không biết rõ ràng số phận thật sự về cha của đứa bé, nhưng vào năm 1993 việc xin con nuôi cuối cùng cũng được phán quyết xong. Năm 1994, McCain đứng bên cạnh vợ mình khi bà tiết lộ rằng bà đã từng nghiện thuốc giảm đau và bà nói rằng bà hy vọng là công chúng sẽ cho những người nghiện thuốc khác nghị lực và can đảm trong cuộc chiến chống cay nghiện của họ. Đầu thập niên 1990, McCain bắt đầu dự lễ tại nhà thờ Baptist gồm 6.000 thành viên ở Bắc Phoenix, Arizona, một thành phần của Giáo hội Baptist miền nam Hoa Kỳ. Sau này ông có nói rằng "[tôi thấy] thông điệp và tính chất cơ bản đầy đủ hơn là tôi có tại nhà thờ Episcopal.... Họ là những người có đức tin vĩ đại về sự cứu thế, và tôi cũng vậy." Tuy nhiên ông vẫn tự nhận mình là một tín đồ Episcopal, trong khi Cindy và hai trong số các con được rửa tội tại nhà thờ Baptist nhưng ông thì không.

### Thượng nghị sĩ Hoa Kỳ

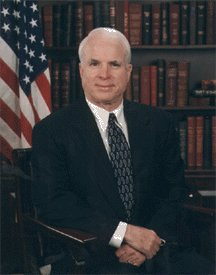
Hình chính thức của Thượng nghị sĩ McCain

McCain quyết định ra tranh cử vào Thượng viện Hoa Kỳ đại diện Arizona vào năm 1986, khi hình tượng bảo thủ Mỹ lâu năm và cũng là người kỳ cựu của Arizona là Barry Goldwater hồi hưu. Không có đối thủ Cộng hòa nào tranh cử với McCain trong bầu cử sơ bộ, và như thư ký báo chí của ông là Torie Clarke đã diễn tả, sức mạnh chính trị của McCain đã thuyết phục đối thủ thuộc Đảng Dân chủ đáng gờm nhất của ông là Thống đốc Bruce Babbitt không ra tranh chiếc ghế thượng viện này. Thay vào đó McCain đối mặt với một đối thủ nhẹ ký hơn đó là nghị viên tiểu bang Richard Kimball, một chính trị gia trẻ có cá tính ngộ nghĩnh là ngũ dưới sàn văn phòng của mình và các đồng minh của McCain trong giới báo chí đã mô tả ông này là "kinh dị." Sự liên hệ với Duke Tully, vào lúc này đã bị mất mặt vì bịa đặt hồ sơ quân đội hư ảo cũng như việc tiếc lộ rằng cha vợ của ông từng có những hành vi bất hợp pháp trong quá khứ đã trở thành vấn đề cho cuộc vận động tranh cử của ông nhưng cuối cùng McCain giành thắng lợi trong cuộc bầu cử một cách dễ dàng với 60 phần trăm so với Kimball chỉ được 40 phần trăm.
Ngay khi vào Thượng viện Hoa Kỳ năm 1987, McCain trở thành thành viên Ủy ban Quân vụ Thượng viện là nơi mà ông đã từng làm việc khi ông là nhân viên liên lạc Hải quân; ông cũng gia nhập Ủy ban Thương mại và Ủy ban đặc trách sự vụ người bản thổ. Ông thường ủng hộ chương trình nghị sự về người bản thổ thí dụ như cổ vũ cho sự tự quản tự chủ, ủng hộ công nghệ cờ bạc do người bản thổ tổ chức và quyền của bộ tộc kiểm soát việc nhận con nuôi. Có lần ông nói "Đừng bao giờ lường gạt họ nữa. Họ đã bị lường gạt nhiều lần trong 200 năm qua."
McCain là một người ủng hộ mạnh mẽ dự luật Gramm-Rudman bắt buộc cắt giảm chi tiêu một cách tự động trong trường hợp thâm hụt ngân sách. McCain chẳng bao lâu sau đó được cả nước biết đến qua một bài diễn văn đầy xúc động về thời gian ông bị bắt làm tù binh trong Đại hội Đảng Cộng hòa năm 1988. Ông được báo chí nhắc nhở như là một người nằm trong danh sách ngắn những người có thể trở thành ứng cử viên phó tổng thống trong liên danh tranh cử của ứng cử viên tổng thống thuộc Đảng Cộng hòa là George H. W. Bush. Năm 1989, ông trở thành một người lớn tiếng đứng ra binh vực bạn ông là John Tower đang bị chất vấn và công kích khi được đề cử làm Bộ trưởng Quốc phòng Hoa Kỳ; McCain đụng đầu với đồng sáng lập tổ chức Moral Majority là Paul Weyrich – người đang chỉ trích Tower về chuyện nghiện rượu và tình cảm ngoại hôn – chính vì thế mà McCain bắt đầu có quan hệ sóng gió với nhóm Christian right mà sau này ông đã có viết rằng Weyrich là "a pompous self-serving son of a bitch (tạm dịch là một kẻ khốn kiếp tự cao tự đại)."

### Vụ tai tiếng Keating Five
Sự thăng tiến chính trị trên đà lên cao của McCain đột nhiên bị sựng lại khi ông vướng vào vụ tai tiếng Keating Five trong thập niên 1980. Liên quan đến vấn đề Khủng hoảng cho vay và tiết kiệm của thập niên đó, Hội cho vay và tiết kiệm Lincoln (Lincoln Savings and Loan Association) của Charles Keating Jr., một công ty con của Công ty Lục địa Mỹ (American Continental Corporation), không trả nợ được vì có nhiều người vay tiền không trả nổi. Để có thể trả nợ được, Lincoln bán phần đầu tư trong một hợp tác làm ăn về địa ốc như là một trương mục tiết kiệm có bảo hiểm ký thác liên bang FDIC. Việc này bị các nhân viên điều hợp liên bang phát giác và tìm cách ngăn cản. Keating bị tố giác là đã liên lạc với 5 vị thượng nghị sĩ mà ông đã đóng góp tài chánh chính trị. McCain là một trong số 5 thượng nghị sĩ này và ông đã gặp mặt Ed Gray, chủ tịch Ban Ngân hàng cho vay vốn gia đình của liên bang ít nhất là 2 lần trong năm 1987 để tìm cách ngăn cản chính phủ tịch thu Lincoln. Giữa năm 1982 và năm 1987, McCain nhận được khoảng 112.000 đô la Mỹ tiền đóng góp chính trị từ Keating và đồng sự của Keating. Ngoài ra, vợ của McCain và cha vợ của ông đã đầu tư 359.100 đô la vào một trung tâm mua sắm mang tên Keating vào tháng 4 năm 1986, một năm trước khi McCain gặp các nhà điều hợp. McCain, gia đình của ông và người giữ con đã thực hiện ít nhất 9 chuyến đi chơi do Keating tài trợ, đôi khi bằng phi cơ phản lực của Công ty Lục địa Mỹ. Sau khi biết được Keating gặp rắc rối trong vụ Lincoln, McCain trả lại tiền đi phi cơ tổng cộng lên đến 13.433 đô la.
Sau cùng thì công việc đầu tư địa ốc thất bại làm cho nhiều người trắng tay. Các nhà điều hợp liên bang nộp đơn kiện dân sự 1,1 tỷ đô la buộc tội Keating có hành vi gian lận, tố cáo ông luồn tiền của Lincoln sang cho gia đình và vào các cuộc vân động chính trị. Năm vị thượng nghĩ sĩ bị điều tra về việc tìm cách gây ảnh hưởng đến các nhà điều hợp quy định. Cuối cùng, không có vị thượng nghị sĩ nào bị truy tố về bất cứ tội gì mặc dù McCain bị Ủy ban Đạo đức Thượng viện khiển trách vì đã "phán xét sai lầm" khi can thiệp vào chuyện làm của các nhà điều hợp thay cho Keating. Về kinh nghiệm của ông trong vụ này, McCain nói: "Bề ngoài nó là một việc sai trái. Có vẽ là một sự sai trái khi một nhóm thượng nghị sĩ xuất hiện trong một cuộc họp cùng với các nhà điều hợp quy định bởi vì nó đem đến một ấn tượng như có một sự ảnh hưởng không thích hợp và thái hoá. Và đó là một điều làm sai."
McCain vượt qua được vụ tai tiếng chính trị một phần nhờ vào sự làm thân với giới truyền thông chính trị; với phong cách thẳng thừng, ông trở thành một khách mời thường xuyên trên các chương trình tin tức truyền hình, đặc biệt là ngay khi Chiến tranh vùng vịnh năm 1991 bùng nổ thì kinh nghiệm làm tù binh và quân sự của ông trở nên đề tài thu hút. McCain bắt đầu chiến dịch vận động chống lại cách dùng tiền để thực hiện vận động chính trị hành lang (lobbyist money) kể từ đó trở đi. Cuộc vận động tái cử năm 1992 của ông chứng kiến sự chia rẽ của phía đối thủ giữa cộng đồng Đảng Dân chủ và nhà hoạt động cho nhân quyền là Claire Sargent trong việc truất phế và hạ bệ cựu Thống đốc Evan Mecham khiến ông này phải ra tranh cử như là một người không đảng phái. Mặc dù Mecham có được sự ủng hộ của một số người bảo thủ cứng rắn, chiến dịch vận động tranh cử của Sargent chưa bao giờ thu được động lượng và vụ tại tiếng Keating Five đã không chi phối các cuộc tranh luận nên McCain lại giành chiến thắng dễ dàng, giành được 56 phần trăm số phiếu bầu so với 32 phần trăm cho Sargent và 11 phần trăm cho Mecham.

### Một thượng nghị sĩ "có tư tưởng độc lập"

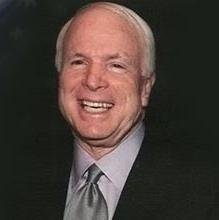
Thượng nghị sĩ John McCain

Tháng 1 năm 1993 McCain được giao nhiệm vụ là chủ tịch ban giám đốc Viện Cộng hòa Quốc tế (International Republican Institute), một tổ chức cổ vũ thăng tiến dân chủ bất vụ lợi có liên hệ không chính thức với Đảng Cộng hòa. Chức vụ này đã cho phép McCain nâng cao vị thế và chuyên môn của ông về chính sách ngoại giao.
McCain cũng mở rộng tầm tay và làm việc với các thượng nghị sĩ thuộc Đảng Dân chủ. Ông là một thành viên của Ủy ban Thượng viện đặc trách về vấn đề tù binh và mất tích giai đoạn 1991–1993. Ủy ban này được cựu chiến binh Việt Nam như ông thuộc Đảng Dân chủ là John Kerry làm chủ tịch nhằm mục đích điều tra số phận của các quân nhân Mỹ được liệt kê là mất tích trong Chiến tranh Việt Nam. Công việc của ủy ban bao gồm nhiều chuyến đi đến Việt Nam và yêu cầu Bộ Quốc phòng Hoa Kỳ giải mã trên một triệu trang tài liệu có liên quan. Bản báo cáo chung cuộc của ủy ban mà McCain là người chứng thật có nói rằng, "Trong khi Ủy ban có một vài bằng chứng nói rằng có thể còn một tù binh có thể vẫn còn sống sót cho đến thời điểm hiện tại, và trong khi một số thông tin vẫn chưa được điều tra cho tới thời điểm này, không có bằng chứng thuyết phục nào chứng minh rằng còn bất cứ người Mỹ nào vẫn còn sống và làm tù binh tại Đông Nam Á." Sau nhiều năm có thái độ không ưa thích Kerry vì những hành động của ông này với nhóm Cựu tù binh chống chiến tranh, McCain đã phát triển "sự kính nể và tôn trọng vô giới hạn" đối với Kerry trong suốt những lần điều trần. Những động thái của ủy ban là nhằm cho phép sự cải thiện quan hệ giữa hai quốc gia; McCain hối thúc cho việc bình thường hóa quan hệ với Việt Nam, một phần vì "đã đến lúc hàn gắn... đó là một cách để kết thúc chiến tranh; đến lúc nhìn về phía trước," và một phần vì ông nhận thấy điều đó đáng nên làm vì lợi ích quốc gia của Hoa Kỳ, đặc biệt là sự nhìn xa thấy rộng Việt Nam như một đối trọng trong vùng đáng giá để đối đầu với Trung Quốc. Năm 1994 Thượng viện Hoa Kỳ thông qua một giải pháp do Kerry và McCain bảo trợ kêu gọi chấm dứt lệnh cấm vận kinh tế hiện hữu chống Việt Nam; giải pháp này có ý dọn đường cho việc bình thường hóa quan hệ. Trong lúc làm việc trong Ủy ban và sau đó, McCain bị một số người hoạt động về tù binh và mất tích phỉ báng như là một kẻ gian trá, phản bội, hay "Ứng viên Mãn Châu" vì họ tin rằng vẫn còn nhiều quân nhân Mỹ đang bị giam giữ tại Đông Nam Á. McCain nói rằng ông và Kerry đã yêu cầu Việt Nam cho xem đầy đủ những hồ sơ tài liệu của họ, và rằng ông đã dành hàng ngàn giờ cố tìm bằng chứng thật sự chớ không phải bằng chứng ngụy tạo về chuyện những người Mỹ còn sống sót. Năm 1995, Tổng thống Bill Clinton bình thường hóa quan hệ ngoại giao với Việt Nam, với sự ủng hộ ra mặt của McCain và Kerry trong lúc thông báo và giúp cho Clinton từng trốn quân dịch trong Chiến tranh Việt Nam ít nhiều sự che chở về mặt chính trị.
Thoát nạn trong vụ tai tiếng Keating Five, McCain biến cuộc tấn công chống ảnh hưởng sai trái của đồng tiền to lớn trong chính trị Mỹ như một vấn đề mang dấu ấn của ông. Bắt đầu cuối năm 1994 ông cùng làm việc với Thượng nghị sĩ Đảng Dân chủ từ Wisconsin là Russ Feingold trong việc Cải tổ tài chánh vận động tranh cử; đạo luật McCain-Feingold của họ cố áp đặt giới hạn "tiền mền" là quỹ mà các công ty, liên đoàn lao động, và các tổ chức khác có thể quyên tặng các đảng phái chính trị và rồi tiền quỹ này sẽ được rót vào cho các ứng cử viên chính trị mà đến khi đó được gọi là giới hạn quyên góp "tiền cứng". Từ lúc bắt đầu, nỗ lực của McCain và Feingold bị cả các người giữ chức vụ dân cử lâu năm của hai đảng phái chính trị phản đối vì có người cảm thấy rằng hạn chế chi tiêu là vi phạm tự do ngôn luận chính trị của họ, có người thì muốn làm giảm bớt quyền lực của cái mà họ gọi là sự thiên dị không công bằng của giới truyền thông. Nói cách khác thì nó đã chiếm được sự tường thuật khá cảm tình trong truyền thông quốc gia, và từ năm 1995 trở đi, "Đảng viên Cộng hòa có tư tưởng độc lập" đã trở thành một tên gọi thường xuyên để ám chỉ McCain trong những câu chuyện tin tức. Chính ông cũng đã dùng thuật từ và thực tế là một trong các chương của cuốn sách ông viết vào năm 2002 "Worth the Fighting For" (tạm dịch là Đáng để tranh đấu) được đặt tên là "Maverick" (có nghĩa là người có tư tưởng độc lập). Phiên bản đầu tiên của Đạo luật McCain-Feingold được trình Thượng viện vào tháng 9 năm 1995; nó bị ngăn chặn năm 1996 và chưa bao giờ được đưa ra để biểu quyết.
McCain cũng tấn công nền chính trị rổ thịt chi tiêu trong Quốc hội vì ông tin rằng việc làm này đã không mang lại lợi ích lớn lao nào cho quốc gia. Cho đến khi chung cuộc, ông là người đề xướng thúc giục thông qua Đạo luật phủ quyết từng phần năm 1996 (Line Item Veto Act of 1996), cho tổng thống quyền phủ quyết từng phần chi tiêu riêng biệt mà không phải phủ quyết cả một gói chi tiêu. Mặc dù việc này xem như là một trong những chiến thắng to lớn nhất của McCain tại Thượng viện Hoa Kỳ, hiệu quả của nó tồn tại ngắn hạn vì Tối cao Pháp viện Hoa Kỳ đã phán quyết rằng đạo luật này vi hiến vào năm 1998. Trong một cố gắng mang tính biểu tượng hơn để giới hạn đặc quyền quốc hội, ông đã giới thiệu một tu chính án vào năm 1994 dẹp bỏ nơi đậu xe VIP miễn phí cho các thành viên Quốc hội ở các phi trường vùng thủ đô Washington D.C.; các đồng nghiệp bức xúc của ông đã bác bỏ ý định này và tố cáo McCain muốn làm nổi và phô trương. McCain là một trong 4 đảng viên Cộng hòa duy nhất trong Quốc hội bỏ phiếu chống Đạo luật Cải tổ Tranh tụng Chứng khoán cá nhân (Private Securities Litigation Reform Act) năm 1995, và là thượng nghị sĩ Cộng hoà duy nhất bỏ phiếu chống Đạo luật Cải tổ và Cải tiến Nông nghiệp Liên bang năm 1996. Ông là một trong 5 thượng nghị sĩ duy nhất bỏ phiếu chống Đạo luật Viễn thông năm 1996.
Vào lúc khởi đầu cuộc bầu cử tổng thống năm 1996, McCain là chủ tịch vận động tranh cử quốc gia cho Thượng nghị sĩ từ Texas là Phil Gramm trong một nỗ lực thất bại giành sự đề cử của Đảng Cộng hòa. Sau khi Gramm bỏ cuộc đua giành sự đề cử, McCain sau đó tán thành đề cử Lãnh đạo khối đa số Thượng viện là Bob Dole, và lần nữa ông lọt vào danh sách ngắn các người có thể được chọn lựa thành ứng cử viên phó tổng thống. McCain tạo một liên hệ khắn khít với Dole, một phần vì họ cùng chia sẻ những kinh nghiệm gần như mất mạng trong chiến tranh; ông đề cử Dole tại Đại hội Đảng Cộng hòa năm 1996 và là một người bạn, người cố vấn chính yếu của Dole trong suốt chiến dịch vận động cho tổng tuyển cử tổng thống nhưng sau cùng Dole thua cuộc đua vào tay đương kim Tổng thống Bill Clinton.
Năm 1997, McCain trở thành chủ tịch Ủy ban Thương mại Thượng viện đầy quyền lực; ông bị chỉ trích vì đã nhận tiền quỹ từ các đại công ty và thương nghiệp dưới tầm ảnh hưởng của ủy ban, nhưng ông đáp tiếng khi nói rằng, "Thực sự thì mọi thương nghiệp tại Hoa Kỳ nằm trong tay sự kiểm soát của Ủy ban Thương mại" và rằng ông đã hạn chế những đóng góp tài chính này ở con số 1.000 đô la và như thế không phải là loại đồng tiền to mà được xem là có vấn đề trong vận động tranh cử. Trong năm đó, tạp chí Time nêu tên McCain là một trong "25 nhân vật ảnh hưởng nhất tại Mỹ". McCain dùng tư cách chủ tịch của mình để thách đố công nghiệp thuốc lá năm 1998. Ông đề nghị ngành lập pháp tăng thuế thuốc lá để lấy quỹ dùng cho các chiến dịch vận động chống hút thuốc và giảm thiểu số lượng trẻ vị thành niên hút thuốc, tăng tiền nghiên cứu về y tế, và giúp đỡ các tiểu bang trả chi phí y tế có liên quan đến hút thuốc. Ngành công nghiệp thuốc lá dành ra khoảng 40–50 triệu quảng cáo trên toàn quốc để đáp lời; trong lúc đạo luật của McCain có được sự ủng hộ của chính phủ Clinton và nhiều nhóm y tế công cộng, đa số các thượng nghị sĩ Cộng hòa chống đối chuyện này và nói rằng nó sẽ tạo ra thêm một bộ máy quan liêu khó ngăn được. Đạo luật thất bại qua hai lần đưa ra biểu quyết và được xem là một thất bại chính trị tồi tệ đối với McCain. Năm 1998, một bản thảo mới của Đạo luật McCain-Feingold được đệ trình Thượng viện xem xét, nhưng trong lúc nó được đa số ủng hộ lại bị trở thành nạn nhân của một cuộc tranh luận kéo dài vô hạn định và rồi không được đưa ra để biểu quyết.
McCain dễ dàng tái đắc cử nhiệm kỳ thượng viện lần thứ 3 vào tháng 11 năm 1998, chiếm được 69 phần trăm phiếu bầu so với 27 phần trăm cho đối thủ Dân chủ của ông là luật sư môi trường Ed Ranger. Ranger là một người say mê xe gắn máy, một người mới bước vào chính trường, và vừa mới từ México trở về. McCain không có nhận "tiền mền" suốt vận động tranh cử, nhưng vẫn quyên góp được 4,4 triệu cho cuộc đua của ông. Ông giải thích rằng ông cần nó trong trường hợp các công ty thuốc lá hay những nhóm lợi ích đặc biệt nào khác từ Washington tập hợp nỗ lực mạnh mẽ chống lại ông. Một trong những điểm vận động tranh cử của Ranger là vạch ra rằng McCain thật sự có hứng thú ra tranh cử tổng thống hơn; Thật vậy McCain đã lập ra một ủy ban thăm dò vận động tranh cử tổng thống vào tháng sau đó.
Trong năm 1999, Đạo luật McCain-Feingold lại được đưa ra xem xét, nhưng lần nữa không được đưa ra biểu quyết. Cũng năm đó, McCain cùng chia Giải thưởng Profile in Courage với Feingold vì cống hiến của họ trong việc nỗ lực thông qua đạo luật Cải tổ tài chánh vận động tranh cử; McCain được biểu dương hành động chống đối chính đảng của mình vì đạo luật này vào thời gian mà ông cố tìm sự đề cử của đảng để ra tranh cử tổng thống.

### Vận động tranh cử tổng thống năm 2000
Sách hồi ký gia đình bán chạy nhất mà đồng tác giả là McCain có tựa đề Faith of My Fathers, được xuất bản vào tháng 8 năm 1999, đã đẩy nhanh cuộc chạy đua tranh cử tổng thống của ông vào năm 2000. Ban đầu McCain dự định thông báo chuyện mình ra tranh cử và bắt đầu tiến hành vận động tranh cử vào tháng 4 năm 1999, nhưng tình trạng Hoa Kỳ tham chiến tại Kosovo đã khiến cho ông chỉ lên tiếng một cách đơn giản mà không có phô trương ầm ỉ rằng ông sẽ là một ứng cử viên. McCain chính thức thông báo việc ra ứng cử vào ngày 27 tháng 9 năm 1999 tại Nashua, New Hampshire. Ông nói rằng ông đang xếp đặt "một cuộc chiến giành lại chính phủ của chúng ta từ những kẻ mua giới quyền lực và từ lợi ích đặc biệt, trao lại chính phủ cho nhân dân và chính nghĩa tự do cao cả mà chính phủ được tạo nên để phục vụ." Có một số đông ứng cử viên Cộng hoà ra tranh sự đề cử của Đảng Cộng hoà nhưng nhà lãnh đạo hàng đầu, nói theo ý nghĩa đã thiết lập được sự ủng hộ của Đảng và tiền quyên góp vận động tranh cử, là Thống đốc Texas và là con trai tổng thống tên George W. Bush. Thật vậy, những người trong hàng ngũ cao cấp của đảng tham dự cuộc đua như Lamar Alexander, John Kasich, và Dan Quayle đã rút lui khỏi cuộc đua vì biết được sức mạnh của Bush. Một ngày sau khi McCain thông báo ra tranh cử, Bush đã làm một màn trình diễn bằng cách viếng thăm Phoenix, Arizona và chứng tỏ rằng chính ông chứ không phải McCain được Thống đốc Arizona là Jane Dee Hull và một số khuôn mặt chính trị địa phương nổi tiếng tán đồng việc tranh cử; Hull tiếp tục tấn công McCain suốt cuộc vận động tranh cử, và được đăng trong những câu chuyện của hai tờ báo nổi bật là Arizona Republic và New York Times về danh tiếng dễ nổi cáo của McCain.
Nghe theo lời khuyến cáo của nhà chuyên môn chính trị là Mike Murphy, McCain bỏ qua không vận động cho bầu cử sơ bộ ở Iowa là nơi ông thiếu sự ủng hộ căn bản của đảng sẽ làm cho ông bất lợi trong việc tổ chức và thay vào đó ông đã tập trung cho cuộc bầu cử sơ bộ tại New Hampshire là nơi thông điệp của ông đã làm cảm động những người không đảng phái và là nơi cha của Bush chưa bao giờ được mến chuộng. Ông du hành bằng một xe buýt trang bị cho vận động tranh cử có tên gọi là "Straight Talk Express" (tạm dịch là Tốc hành Trực thoại). Tên của chiếc xe buýt này đánh bóng thêm danh tiếng của ông như là một chính trị gia độc lập nói tiếng nói riêng của mình. Trong những chuyến viếng thăm những thị trấn nhỏ, ông thường nói chuyện 10 phút tập trung vào các vấn đề cải tổ vận động tranh cử, sau đó thông báo là ông sẽ ở lại cho đến khi nào ông trả lời mọi câu hỏi của mọi người. Ông dừng lại trên 200 điểm, nói chuyện tại mỗi thị trấn ở New Hampshire. McCain nổi tiếng là dễ dải cho giới truyền thông tiếp xúc, đã sử dụng truyền thông miễn phí để bù đấp cho việc thiếu ngân quỹ vận động tranh cử của mình; như lời một thông tín viên sau này có nhắc lại, "McCain nói chuyện cả ngày với các thông tín viên trên chuyến xe buýt Tốc hành Trực thoại; ông nói rất nhiều đến nỗi đôi khi ông nói những điều mà ông không nên nói, và đó là lý do tại sao giới truyền thông yêu mến ông." Ngày 1 tháng 2 năm 2000, ông thắng bầu cử sơ bộ tại New Hampshire với 49 phần trăm số phiếu so với 30 phần trăm của Bush, và đột nhiên trở thành người nổi tiếng trong giờ. Các ứng cử viên Cộng hòa khác hoặc đã bỏ cuộc hoặc không giành được thắng lợi quan trọng nào nên McCain trở thành đối thủ đáng gờm duy nhất của Bush. Những nhà phân tích tiên đoán rằng chỉ cần 1 chiến thắng của McCain trong cuộc bầu cử sơ bộ quan trọng tại Nam Carolina có lẽ sẽ cho chiến dịch tranh cử dưới thế của ông một động lượng không gì cản nổi; một nỗi lo sợ lộ diện không chỉ đối với chiến dịch tranh cử của Bush mà cũng gây lo sợ cho giới bảo thủ và giới nồng cốt của Đảng Cộng hòa.
Cuộc chiến giữa Bush và McCain tại Nam Carolina đã được ghi nhận vào trong sự hiểu biết và truyền thống chính trị Mỹ như là một trong những cuộc chiến nhơ bẩn và ác liệt nhất chưa từng có. Mặc khác, Bush tự chuyển đổi nhãn hiệu cho chính mình từ "bảo thủ trắc ẩn" sang "cải cách có kết quả", như là một phần cố gắng theo cùng chiều thông điệp cải cách của McCain. Mặc khác, nhiều nhóm thương nghiệp và những nhóm quan tâm về những vấn đề phức tạp khác nhau mà McCain đã thách thức và đối đầu trong quá khứ giờ đây ra đòn tấn công McCain qua những hình thức tuyên truyền tiêu cực về McCain trên truyền thông. Vào ngày mà có 1 cuộc thăm dò cử tri cho thấy McCain dẫn trước 5 điểm trong tiểu bang, Bush tự mình làm đồng minh trên sân khấu với một người hoạt động cho cựu chiến binh đáng gây tranh cãi tên là J. Thomas Burch. Ông này tố cáo McCain đã "bỏ rơi các cựu chiến binh" về các vấn đề tù binh/mất tích và Tác nhân da cam: "Ông ta từ Việt Nam trở về và đã quên chúng tôi." Bực tức, McCain chạy tích quảng cáo tố cáo Bush nói dối và so sánh Bush giống như Bill Clinton. Nhưng đấy không phải là sự việc tồi tệ nhất. Một chiến dịch bán bí mật bắt đầu chống McCain, được thực hiện qua việc thăm dò cử tri, tin fax, điện thư, truyền đơn và những thứ giống như vậy và luôn bao gồm nói xấu, bôi nhọ: nổi tiếng nhất trong số là rằng ông đã có một đứa con da đen ngoại hôn (lời ám chỉ gây thương tổn đến con gái có màu da sậm của McCains mà đã được ông nhận nuôi từ Bangladesh tên là Bridget), rằng vợ ông là một kẻ nghiện thuốc phiện, rằng ông là một kẻ đồng tính luyến ái, rằng ông là một kẻ phản bội là "Ứng viên Mãn Châu" hoặc tâm trí ông không bình thường từ những ngày ông làm tù binh ở Bắc Việt. Chiến dịch vận động của Bush chối thẳng thừng là không có dự phần vào các cuộc tấn công này; Bush nói rằng ông sẽ đuổi việc những ai thực hiện việc thăm dò cử tri bằng lời lẻ mạ lỵ ứng cử viên khác. Trên mặt trận tranh cử, Bush qui tụ các cử tri theo giáo phái evangelical của tiểu bang, và nhà truyền thông bảo thủ nổi tiếng là Rush Limbaugh ngã sang ủng hộ Bush và nói đi nói lại tại sao McCain lại là người được những người Dân chủ cấp tiến yêu chuộng. Các cuộc thăm dò cử tri sau đó cho thấy là cử tri nghiên sang và có lợi cho Bush; vì không nhận quỹ liên bang cho cuộc vận đông tranh cử, Bush có số tiền giới hạn để chi tiêu cho quảng cáo vận động, trong lúc đó McCain cũng gần đến giới hạn chi tiêu của mình. Chỉ còn lại ba ngày, McCain dẹp bỏ quảng cáo vận động với lời lẻ tiêu cực chống Bush và cố làm nổi bật 1 hình ảnh tích cực. McCain thua bầu cử sơ bộ Nam Carolina vào ngày 19 tháng 2, với số phiếu 42 phần trăm so với Bush là 53 phần trăm, tạo cơ hội cho Bush giành lại được thế chủ động.
Trong khi Nam Carolina nổi tiếng với nhà tư vấn chính trị huyền thoại Lee Atwater và những cuộc bầu cử đầy sóng gió, tiểu bang này còn có thêm: Michael Graham, một cây bút địa phương, người dẫn chương trình radio, và nhà điều hành vận động chính trị, đã nói rằng "Tôi đã làm việc trong hàng trăm chiến dịch vận động tranh cử tại Nam Carolina, và tôi chưa bao giờ thấy bất cứ một cuộc vận động tranh cử nào mà tồi tệ như là cuộc vận động tranh cử này." Trong những năm sau đó, có nhiều khám phá vững chắc cho thấy là chiến dịch mạ lỵ chống McCain có liên quan đến giới chức cao cấp điều hành chiến dịch vận động tranh cử của Bush: cuốn sách năm 2003 có tựa đề Bush's Brain: How Karl Rove Made George W. Bush Presidential đã dựa vào đó để xây dựng chân dung "thiên tài lưu manh" Karl Rove, một chiến lược gia trưởng của Bush, trong khi đó một chương trình truyền hình tên gọi là NOW của PBS năm 2008 có trình chiếu một nhà tư vấn chính trị đã phát biểu rằng Warren Tompkins, một người thân cận của Lee Atwater và lúc đó cũng là chiến lược gia trưởng tại tiểu bang Nam Carolina của Bush là người có trách nhiệm về các cuộc tấn công chống McCain. Ngược lại, trong năm 2004, Byron York của tạp chí National Review đã cố vạch ra nhiều tường trình nói về mạ lỵ tại Nam Carolina là vô căn cứ. Người điều hành vận động tranh cử của McCain nói vào năm 2004 rằng họ vẫn chưa bao giờ tìm ra nguồn gốc của các vụ tấn công mạ lỵ là từ đâu ra, trong khi đó chính McCain không bao giờ nghi ngờ về sự tồn tại của chúng; McCain nói về những người tung tin đồn như sau: "Tôi tin rằng có một nơi đặc biệt nào đó dưới địa phủ dành cho những người giống như vậy." McCain tiếc nối một số khía cạnh của cuộc vận động tranh cử của chính ông, đặc biệt là thay đổi lập trường của ông về việc cho bay lá cờ của Liên minh các tiểu bang miền nam Hoa Kỳ tại tòa nhà quốc hội tiểu bang từ một "biểu tượng của chủ nghĩa phân biệt chủng tộc và nô lệ" "rất xúc phạm" sang "một biểu tượng di sản"; sau này ông có viết rằng: "Tôi sợ rằng nếu tôi trả lời chân thật thì tôi đã không thể thắng bầu cử sơ bộ Nam Carolina. Vì vậy tôi chọn thỏa hiệp với nguyên tắc của tôi." Theo một bài tường trình thì kinh nghiệm tại Nam Carolina gần như đã khiến cho McCain rơi vào trong một "nơi rất tối tâm."
Chiến dịch vận động tranh cử của McCain chưa bao giờ hoàn toàn hồi phục sau thất bại của ông tại Nam Carolina, mặc dù ông có gượng lại đôi chút khi giành chiến thắng tại Arizona và Michigan vào ngày 22 tháng 2, giúp chế ngạo lại sự chống đối của Thống đốc Hull tại tiểu bang đầu, và giành được phiếu của nhiều cử tri độc lập và cử tri Dân chủ tại tiểu bang kế; tuy nhiên, ông đã mắc phải sai lầm trầm trọng mà đã khiến làm vô hiệu quá động năng ông có thể có được với chiến thắng tại Michigan. Lúc mà chưa có gỡ rối được vì kinh nghiệm thất bại ở Nam Carolina, ông đã đọc 1 bài diễn văn vào ngày 28 tháng 2 tại Virginia Beach chỉ trích các nhà lãnh đạo Tín hữu Cơ Đốc bảo thủ như Pat Robertson và Jerry Falwell. Ông tuyên bố rằng "... chúng ta theo đường lối của các thành viên tốt của cộng đồng tôn giáo bảo thủ. Nhưng điều đó không có nghĩa là chúng ta phải làm thỏa mãn những người lãnh đạo tự phong của họ." McCain thua cuộc tại bầu cử sơ bộ Virginia vào ngày 29 tháng 2 cũng như thua một cuộc bầu cử sơ bộ khác tại tiểu bang Washington. Một tuần sau đó vào ngày 7 tháng 3 năm 2000, ông thua mất 9 trong 13 cuộc bầu cử sơ bộ vào ngày Siêu thứ ba cho Bush, bao gồm các tiểu bang lớn như California, New York, Ohio, và Georgia; chiến thắng của McCain chỉ gom về các tiểu bang vùng Tân Anh Cát Lợi là Massachusetts, Rhode Island, Connecticut và Vermont. Thất bại chung cuộc của ông vào ngày hôm đó đã khiến thông điệp của ông "tắt tiếng", không hữu hiện tố cáo Bush là kẻ chống Công giáo vì đã viếng thăm Đại học Bob Jones và lâm vào một trận khẩu chiến với những nhà lãnh đạo nhóm Giáo quyền. Vì không còn hy vọng đuổi kịp sự dẫn đầu về số lượng đại biểu của Bush sau ngày Siêu thứ ba, McCain rút chân khỏi cuộc đua vào ngày 9 tháng 3 năm 2000.

### 2001–2004

Thăm dò Gallup về mức độ triển vọng và không triển vọng của John McCain từ năm 1999–2007. Trước khi ông ra ứng cử tổng thống năm 2000, ông không được biết đến nhiều trong phạm vi quốc gia. Đỉnh cao tốt của ông là vào khoảng thời gian ông thắng bầu cử sơ bộ tại New Hampshire vào năm đó mặc dù cái tồi tệ của ông cũng tạm thời vọt lên cao. Suốt phần lớn thập niên 2000 ông có được một vị trí "triển vọng thực" mạnh mẽ. Mức độ triển vọng của ông xuống thấp trong năm 2007 vì lập trường của ông về vấn đề di dân và vì vận động tranh cử tổng thống thất bại, sau đó gượng lại vào cuối năm nhờ vào sự phục hồi của chiến dịch vận động tranh cử.

Vì ghét cay ghét đắng, vào năm 2001 McCain bắt đầu chống đối chính phủ của Tổng thống George W. Bush trong một số vấn đề. Tháng 1 năm 2001, phiên bản mới nhất của Đạo luật McCain-Feingold được trình Thượng viện; nó bị Bush và đa số người Cộng hòa chống đối, nhưng nó được giúp sức vì kết quả bầu cử năm 2000. Nó gần như được Thượng viện thông qua cho đến khi những trở ngại thủ tục tiến hành làm trì hoãn nó lần nữa. Trong một vài tháng đó, McCain cũng chống đối Bush về một đạo luật cải cách "Tổ chức bảo hiểm sức khỏe", về các cách xử lý đối với sự thay đổi môi trường, và về luật sử dụng súng. Sau đó vào tháng 5 năm 2001, McCain bỏ phiếu chống "Đạo luật Giảm thuế và Phát triển Kinh tế năm 2001", đó là việc giảm thuế 350 tỉ của Bush trong khoảng thời gian 11 năm. McCain là một trong số duy nhất hai đảng viên Cộng hòa làm vậy khi nói rằng "Bằng lương tâm, tôi không thể ủng hộ giảm thuế mà có quá nhiều lợi ích đến với những người giàu có trong chúng ta bằng tổn phí cho những người trung lưu Mỹ mà đa số cần được giảm thuế." Sau đó khi Thượng nghị sĩ Cộng hòa Jim Jeffords bỏ hàng ngũ Cộng hòa để trở thành một đảng viên độc lập khiến Đảng Dân chủ kiểm soát được Thượng viện, McCain tự bênh vực mình chống lại "những người tự phong cho mình chức trách thi hành pháp kỷ bảo vệ sự trung thành với đảng." Thật vậy, có tin đồn vào lúc đó, và những năm từ đó, về việc chính McCain có thể bỏ hàng ngũ Đảng Cộng hòa trong nữa năm đầu 2001. Có nhiều lời ghi nhận khác nhau về ai đã khởi sự việc bàn tán, và McCain luôn luôn chối rằng ông chưa bao giờ nghĩ đến việc phải làm vậy. Trong bất cứ trường hợp nào, tất cả những chuyện như vậy cũng đủ khiến những người bảo thủ Arizona tổ chức những buổi tập họp xuống đường và kêu gọi tái bầu cử để hạ bệ ông vào tháng 5 và tháng 6 năm 2001.
Sau vụ tấn công khủng bố ngày 11 tháng 9 năm 2001, McCain trở thành một người ủng hộ Bush và là một người hô hào cho các biện pháp quân sự mạnh chống những kẻ có trách nhiệm bằng việc Hoa Kỳ lãnh đạo cuộc chiến tại Afghanistan; trong một vẽ trang trọng vào cuối tháng 10 năm 2001 Nhật báo The Wall Street Journal đăng bài ông viết, "Nước Mỹ đang bị tấn công bởi một lực lượng hiểm ác, đồi bại chống mọi quyền lợi của chúng ta và thù ghét mọi giá trị mà chúng ta xem nặng." Sau khi hô hào cổ vũ cho một kế sách đối phó toàn diện hơn là từng gia đoạn chống nhóm Taliban tại Afghanistan bao gồm việc sử dụng các lực lượng bộ binh, ông kết luận rằng "Chiến tranh là một chuyện đáng buồn. Chúng ta hãy khởi sự cùng nó." Ông cùng Thượng nghị sĩ Dân chủ là Joe Lieberman viết ra dự luật hình thành Ủy ban 11 tháng 9 (9/11 Commission), trong khi ông cùng Thượng nghị sĩ Dân chủ khác là Fritz Hollings đồng bảo trợ Đạo luật An ninh Giao thông và Hàng không (Aviation and Transportation Security Act) nhằm liên bang hóa việc giữ an ninh các phi trường dưới quyền của cơ quan có tên là Quản trị An ninh Giao thông (Transportation Security Administration).
Đạo luật McCain-Feingold lại bị trì hoãn vì ảnh hưởng của vụ tấn công 11 tháng 9. Cuối cùng vào tháng 3 năm 2002, nhờ vào hậu quả của vụ tai tiếng của công ty Enron, nó được thông qua cả hai viện lập pháp với tên gọi chính thức là Đạo luật Cải tổ Vận động Tranh cử Lưỡng đảng (Bipartisan Campaign Reform Act) và được Tổng thống Bush ký thành luật. Trong 7 năm từ lúc khởi sự đến khi được thông qua, đạo luật này là một thành tựu về lập pháp lớn lao nhất của McCain và đã trở thành, theo lời của một nhà viết tiểu sử, "một trong những đạo luật nổi tiếng nhất của ngành lập pháp liên bang trong lịch sử chính trị hiện đại của Mỹ."
Trong khi đang còn có các cuộc thảo luận về hành động được đề nghị chống Iraq, McCain là một người ủng hộ mạnh mẽ lập trường của Bush, gán cho Saddam Hussein nhãn hiệu là "một bạo chúa ngông cuồng tự đại..." Nhất mực nói rằng Iraq thực chất có vũ khí giết người hàng loạt, McCain nói rằng Iraq là "một mối hiểm hoạ hiện tại và thấy rõ đối với Hoa Kỳ." Do đó ông đã bỏ phiếu tán thành giải pháp chiến tranh chống Iraq vào tháng 10 năm 2002. Cả trước và ngay sau khi Chiến tranh Iraq khởi sự vào tháng 3 năm 2003, McCain đồng ý với những lời khẳng định của chính phủ Bush là các lực lượng Hoa Kỳ sẽ được đa số dân chúng Iraq đối xử như là những người đến giải phóng. Vào tháng 5 năm 2003, McCain bỏ phiếu chống Đạo luật giảm thuế để phát triển và tạo việc làm 2003 (Jobs and Growth Tax Relief Reconciliation Act of 2003) khi ông cho rằng thật là không nên trong thời chiến. Đây là vòng thứ hai trong việc giảm thuế của Bush nhằm nới rộng và thúc đẩy vòng thứ nhất (McCain cũng đã bỏ phiếu chống vòng đầu). Vào tháng 11 năm 2003, sau một chuyến thăm Iraq, McCain công khai đặt vấn đề với Bộ trưởng Quốc phòng Donald Rumsfeld về việc điều hành cuộc chiến tại Iraq khi ông nói rằng "Tất cả mọi chiều hướng đều đi sai hướng" và rằng cần có thêm binh sĩ Hoa Kỳ để đối phó với tình trạng xấu tại Tam giác Sunni. Tháng 12 năm 2004, McCain thông báo thẳng thừng rằng ông đã mất tin tưởng Rumsfeld.
Trong kỳ bầu cử tổng thống năm 2004, McCain một lần nữa được nhắc đến thường xuyên với vị trí phó tổng thống, chỉ khác biệt lần này là chung liên danh với ứng cử viên tổng thống thuộc Đảng Dân chủ là John Kerry. Kerry và McCain đã thân cận nhau từ khi họ làm việc chung vào đầu thập niên 1990 trong Ủy ban Thượng viện đặc trách về tù binh/mất tích, và cặp ứng cử viên này được xem có sức thu hút to lớn đối với các cử tri độc lập. Tháng 6 năm 2004, có bài báo nói rằng Kerry đã mời không chính thức McCain vào liên danh tranh cử của mình nhiều lần, nhưng McCain đã từ chối với cả lý do là không thể được vì có thể làm suy yếu chức vị tổng thống hoặc rằng McCain không mấy để tâm đến chức vụ phó tổng thống. Văn phòng McCain chính thức phủ nhận chuyện được Kerry mời vào liên danh tranh cử. Tại Đại hội toàn quốc Đảng Cộng hòa năm 2004, McCain hăng hái ủng hộ Bush tái cử, khen ngợi Bush trong việc điều hành cuộc chiến chống khủng bố từ khi có các cuộc tấn công khủng bố ngày 11 tháng 9. Cùng lúc đó, McCain bênh vực Kerry bằng cách dán nhãn cho chiến dịch Cựu chiến binh kinh tốc đỉnh vì sự thật chống kỷ lục chiến tranh Việt Nam của Kerry là "không trung thực và nhục nhã" và ông hối thúc chiến dịch tranh cử của Bush lên án chuyện đó. Khoảng tháng 8 năm 2004, McCain có chỉ số triển vọng so với không triển vọng là 55 phần trăm và 19 phần trăm.
Cũng đã tới lúc McCain tái tranh cử Thượng viện vào năm 2004. Có chuyện nói về Dân biểu Jeff Flake đang dốc lực thách thức McCain trong cuộc bầu cử sơ bộ Đảng Cộng hòa; Stephen Moore, chủ tịch Câu lạc bộ Phát triển thiên về ý thức hệ (chuyên nỗ lực đánh bại những ai mà hội nghĩ rằng là đảng viên Đảng Cộng hòa chỉ trên danh nghĩa) dẫn đầu nói đến chuyện đánh bại McCain trong bầu cử, khi nói rằng "Thành viên của hội chúng tôi khinh tởm John McCain." Flake quyết định không ra tranh cử. Trong cuộc tổng tuyển cử, McCain có một chiến thắng với tỉ lệ lớn nhất từ trước tới nay của ông, giành được 77 phần trăm số phiếu so với ứng cử viên Dân chủ ít biết tên tuổi là Stuart Starky, một thầy giáo dạy toán lớp 8 mà tờ báo The Arizona Republic gọi là một "cừu non tế thần". Thăm dò cử tri sau khi bỏ phiếu cho thấy rằng McCain thậm chí giành được phần lớn số phiếu bầu của người Dân chủ.
Theo sau cuộc vận động tranh cử năm 2000, McCain có mặt thường xuyên trên các chương trình giải trí truyền hình và thế giới phim ảnh, và hơn thế nữa sau năm 2004. Ông dẫn chương trình truyền hình một buổi trong ngày 12 tháng 10 năm 2002 của tiết mục Saturday Night Live và trở thành thượng nghị sĩ thứ ba sau Paul Simon và George McGovern dẫn chương trình truyền hình.

### 2005 – 2007
Trong lĩnh vực tin tức hài hước (comedic news), ông là khách mời thường xuyên trên The Daily Show, và là bạn thân với người dẫn chương trình Jon Stewart; Cho đến năm 2006 ông đã xuất hiện trên chương trình này cả thảy 11 lần, hơn bất cứ người nào khác. McCain xuất hiện khá nhiều trên chương trình Late Night with Conan O'Brien, và cũng có xuất hiện vài lần trên The Tonight Show with Jay Leno và Late Show with David Letterman. McCain xuất hiện chốp nhoáng trên chương trình truyền hình 24 năm 2006 và xuất hiện như vậy trong phim mùa hè năm 2005 có tên là Wedding Crashers. Trong lĩnh vực trang trọng hơn, một bộ phim truyền hình có tên là Faith Of My Fathers dựa theo hồi ký của McCain nói về những kinh nghiệm mà ông đã từng trải qua lúc làm tù binh chiến binh và được chiếu vào ngày Lễ Chiến sĩ trận vong năm 2005 trên kênh truyền hình A&E. McCain cũng được phỏng vấn trong bộ phim tài liệu 2005 Tại sao chúng ta chiến đấu của Eugene Jarecki.
Về những lần bổ nhiệm tư pháp, McCain là một người tin tưởng vào các thẩm phán những người "sẽ nghiêm chỉnh diễn giải Hiến pháp," và nhiều năm trôi qua ông đã ủng hộ việc phê chuẩn xác nhận chức vụ thẩm phán cho Robert Bork, Clarence Thomas, John Roberts, và Samuel Alito. Ngược lại những lần bỏ phiếu vào năm 2001 và 2003, McCain ủng hộ sự triển hạn cắt giảm thuế của Bush vào tháng 5 năm 2006 khi ông nói rằng nếu không làm vậy thì sẽ có tăng thuế. Làm việc với Thượng nghị sĩ Dân chủ là Ted Kennedy, McCain là người ủng hộ mạnh mẽ việc cải tổ di dân toàn diện mà sẽ có việc hợp pháp hóa, chương trình công nhân ngoại nhập, và những phương cách tăng cường an ninh tuần tra biên giới: Đạo luật Di dân Trật tự và An ninh nước Mỹ (Secure America and Orderly Immigration Act) chưa bao giờ được đưa ra biểu quyết trong năm 2005 trong khi Đạo luật Cải tổ Di dân toàn diện 2006 được thông qua tại Thượng viện tháng 5 năm 2006 nhưng thất bại tại Hạ viện. Tháng 6 năm 2007, Tổng thống Bush, McCain và những người khác thúc ép mạnh mẽ nhất để có một đạo luật như vậy, đó là Đạo luật Cải tổ Di dân toàn diện 2007 nhưng nó đã gây ra sóng gió phản đối dữ dội trong số những người nghe chương trình nói chuyện trên Radio và những người khác nữa vì họ cọi đạo luật đó như là một kế hoạch "ân xá", và trong hai lần đạo luật không được đem ra biểu quyết tại Thượng viện và như thế nó đã thất bại.

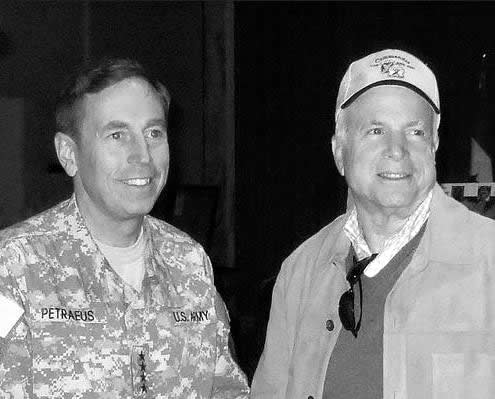
Tại Baghdad cùng với Tướng David Petraeus vào tháng 11 năm 2007.

Nhờ thời gian trải qua kinh nghiệm làm tù binh, McCain đã được công nhận vì nhạy cảm đối với vấn đề gian giữ và thẩm vấn tù nhân trong Cuộc chiến chống khủng bố. Ngày 3 tháng 10 năm 2005, McCain giới thiệu Tu chính giam giữ McCain vào đạo luật chiếm dụng Quốc phòng cho năm 2005. Ngày 5 tháng 10 năm 2005, Thượng viện Hoa Kỳ bỏ phiếu 90-9 ủng hộ bản tu chính này. Bản tu chính nghiêm cấm đối xử vô nhân đạo với tù nhân, bao gồm tù nhân tại Vịnh Guantanamo, bằng cách sử dụng thẩm vấn theo các kỹ thuật có trong Thẩm vấn Tình báo FM 34-52.
Mặc dù Bush đe dọa phủ quyết đạo luật nếu như ngôn từ của McCain được thêm vào, Tổng thống thông báo vào ngày 15 tháng 12 năm 2005 rằng ông chấp nhận những ngôn từ của McCain và sẽ "làm cho thế giới thấy rõ rằng chính phủ này không hành hạ tra tấn và rằng chúng ta tuân theo quy ước quốc tế về tra tấn cho dù ở tại đây trong quốc nội hay ngoại quốc." Bush nói rõ diễn giải của ông về đạo luật này trong một lời phát biểu lúc ký quyết định là giành lại cái mà ông diễn giải là quyền hiến pháp về tư cách tổng thống của ông để tránh thêm các vụ tấn công khủng bố. Trong lúc đó, McCain tiếp tục chất vấn sự tiến triển của cuộc chiến tại Iraq. Tháng 9 năm 2005, ông chất vấn thói nhìn xa lạc quan của Chủ tịch tổng tham mưu trưởng Richard Myers về tiến triển của cuộc chiến: "Sự việc đã không tốt đẹp như chúng ta hoạch định và trông mong, và ông cũng chẳng có cho chúng tôi biết nữa, thưa Tướng Myers." Tháng 8 năm 2006 ông chỉ trích chính phủ vì liên tục đáng giá thấp tình trạng hữu hiệu của quân nổi dậy: "Chúng ta đã không cho người dân Mỹ biết là cuộc chiến này khó khăn và gay go thế nào." Từ lúc đầu McCain ủng hộ mạnh mẽ việc gia tăng quân số tại Iraq năm 2007; những người phản đối chiến lược này đã gán nhãn hiệu cho nó là "Kế hoạch của McCain" và giáo sư khoa chính trị học của Đại học Virginia là Larry Sabato có nói, "Bây giờ McCain làm chủ cuộc chiến Iraq cũng nhiều như là Bush vậy." Việc gia tăng quân số và cuộc chiến không mấy được ủng hộ suốt phần lớn trong năm, thậm chí trong Đảng Cộng hòa, khi chiến dịch tranh cử tổng thống của McCain đang tiến hành; đối mặt với những hậu quả, McCain thường hay trả lời rằng, "Tôi thà là thua một chiến dịch tranh cử hơn là thua một cuộc chiến."

### Vận động tranh cử tổng thống năm 2008

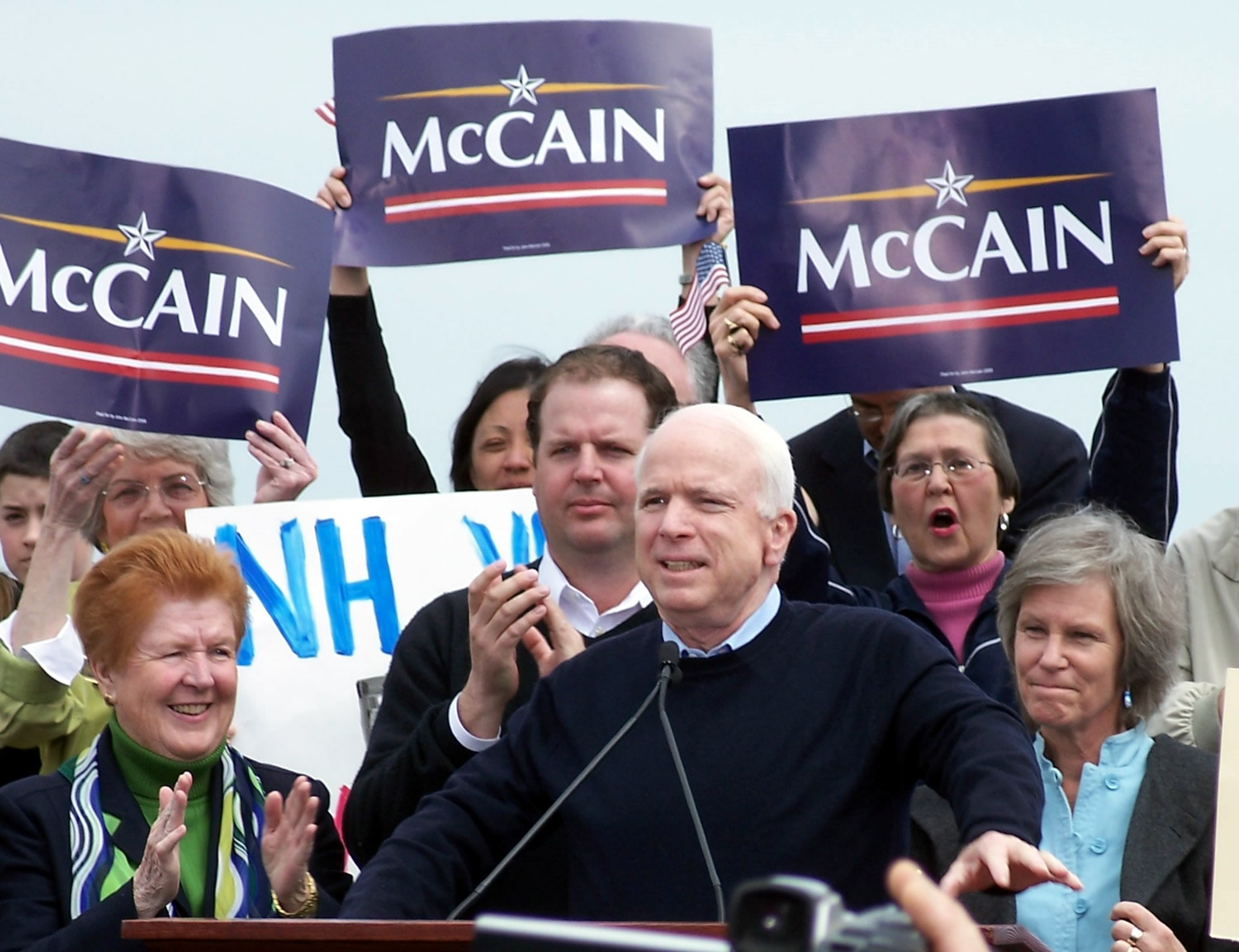
John McCain chính thức thông báo tranh cử tổng thống năm 2008 tại Portsmouth, New Hampshire.

McCain lập ủy ban thăm dò bầu cử tổng thống của ông ngày 15 tháng 11 năm 2006, sau đó thông báo ông ra tranh sự đề cử của Đảng Cộng hòa ngày 28 tháng 2 năm 2007. McCain chính thức khởi động chiến dịch tranh cử tổng thống 2008 vào ngày 25 tháng 4 năm 2007 tại Portsmouth, New Hampshire. Nếu McCain thắng cử năm 2008, ông sẽ là người già nhất nhận chức tổng thống ở một buổi lễ tấn phong chức vụ tổng thống nhiệm kỳ nhất trong lịch sử. Ông 72 tuổi và vượt qua Ronald Reagan 69 tuổi trong lễ nhậm chức sau bầu cử tổng thống năm 1980. Ông bác bỏ những mối quan tâm về tuổi tác và sức khỏe của ông, nói rằng sức khỏe của ông rất tốt vào năm 2005. Trong trường hợp ông chiến thắng vào năm 2008, ông sẽ trở thành vị tổng thống đầu tiên của Hoa Kỳ được sinh ra tại 1 lãnh thổ của Hoa Kỳ bên ngoài 50 tiểu bang hiện tại.
Những điểm mạnh thường được nhắc đến của McCain với tư cách là một ứng cử viên tổng thống năm 2008 gồm có sự nổi danh toàn quốc, bảo trợ những sáng kiến cải tổ tài chánh vận động tranh cử và vận động hành lang chính yếu, lãnh đạo trong việc đưa ra ánh sáng Vụ tai tiếng Abramoff, sự phục vụ quân đội nổi tiếng và kinh nghiệm làm tù binh của ông, kinh nghiệm từ chiến dịch vận động tranh cử tổng thống năm 2000, khả năng quyên góp tài chánh vận động tranh cử với phạm vi rộng lớn, sự hô hào ủng hộ mạnh mẽ cho chiến dịch vận động tái tranh cử của Bush năm 2004. Trong suốt vòng bầu cử năm 2006, McCain đã dự 346 sự kiện hội thảo và quyên góp được trên 10,5 triệu Mỹ kim cho các ứng cử viên Cộng hòa. Ông cũng quyên tặng gần 1,5 triệu cho các đảng quận, tiểu bang và liên bang. Trong một cố gắng giành sự ủng hộ của nhóm Quyền Tín hữu Cơ Đốc, McCain đã đọc diễn văn thông báo vào tháng 5 năm 2006 tại Đại học Tự do của Jerry Falwell. Trong lần tranh cử tổng thống năm 2000, McCain đã gọi Falwell là một "tác nhân của sự không dung thứ"; giờ đây McCain nói rằng Falwell không còn bất hòa nữa và cả hai đã thảo luận về những giá trị chung mà họ chia sẻ. McCain cũng mong muốn yêu cầu thương nghiệp và công nghiệp đóng góp cho chiến dịch tranh cử nhiều hơn, lấy lòng những người vận động hành lang như những người quyên góp hơn là bất cứ ứng cử viên nào khác, trong khi duy trì chắc chắn rằng những đóng góp này sẽ không ảnh hưởng đến bất cứ những quyết định nào tại thượng viện mà ông đã tạo ra.
Tổng số tiền vận động quyên góp quý thứ nhì năm 2007 của McCain rơi xuống từ 13,6 triệu trong quý thứ nhất đến 11,2 triệu trong quý thứ nhì, và chi tiêu tiếp tục đến nỗi chỉ còn có 2 triệu tiền mặt trong tay với khoảng 1 triệu Mỹ kim nợ. Cả các ủng hộ viên và các nhà quan sát chính trị của McCain đều chỉ tay về việc McCain ủng hộ Đạo luật Cải tổ Di dân toàn diện 2007, là đạo luật không được lòng các cử tri có căn bản thuộc Đảng Cộng hòa như là lý do chính yếu gây ra các vấn đề trong việc quyên góp quỹ vận động tranh cử của ông. Việc giảm bớt nhân lực vận động tranh cử phạm vi lớn xảy ra vào đầu tháng 7 với khoảng từ 50 đến 100 nhân viên ra đi và những người khác thì bị giảm lương hoặc chuyển đổi sang làm việc không lương. Những trợ lý của McCain nói chiến dịch tranh cử đang xem xét nhận tiền giúp đỡ công từ chính phủ, và sẽ tập trung nỗ lực vào những tiểu bang có bầu cử sơ bộ sớm. Tuy nhiên McCain nói rằng ông không xem xét đến chuyện bỏ cuộc đua. Việc thay đổi nhân sự chiến dịch vận động tiến hành đến cấp cao vào ngày 10 tháng 7 năm 2007 khi cả hai người điều hành và chiến lược gia trưởng của chiến dịch vận động tranh cử của ông ra đi.
McCain sau đó trở về vị trí quen thuộc của ông như một chính trị gia dưới cơ, nắm lấy một chiến lược có tên "Living Off the Land" kêu gọi McCain dùng xe buýt Tốc hành Trực thoại và lợi dụng truyền thông miễn phí trong các sự kiện và tranh luận được bảo trợ. Vào tháng 12 năm 2007, cuộc đua trong Đảng Cộng hòa không có vẽ giản hồi vì không có một ứng cử viên nào chiếm ưu thế rõ rệt trong cuộc đua. McCain chứng tỏ một sự chiếm lại ưu thế, đặc biệt là với điểm mạnh tái sinh tại New Hampshire — nơi diễn ra sự khải hoàng của ông vào năm 2000 — và thêm được sức mạnh nhờ vào sự tán đồng ủng hộ của các tờ báo The Boston Globe, Manchester Union-Leader, và gần như khoảng 20 tờ báo tiểu bang khác, cũng như từ Thượng nghị sĩ Dân chủ Độc lập Joe Lieberman. Tất cả đều đáng giá khi McCain giành thắng lợi tại bầu cử sơ bộ New Hampshire ngày 8 tháng 1 năm 2008, đánh bại cựu Thống đốc Massachusetts là Mitt Romney trong một cuộc so tài ngang cơ để một lần nữa trở thành một trong những ứng cử viên hàng đầu trong cuộc đua. Ngày 19 tháng 1 năm 2008, McCain giành hạng nhất tại cuộc bầu cử sơ bộ Nam Carolina, đủ để đánh bại Thống đốc Arkansas là Mike Huckabee, và đến lúc này lật ngược được thất bại của ông tại đây vào năm 2000. Theo sau đó 1 tuần ông giành một chiến thắng nữa tại bầu cử sơ bộ Florida, đánh bại Romney lần nữa trong một cuộc tranh tài ngang cơ, đầy tấn công và sử dụng ngôn ngữ tiêu cực và biến ông trở thành người tranh sự đề cử hàng đầu của Đảng Cộng hòa. Theo sau chiến thắng này, đối thủ Rudy Giuliani thông báo là bỏ cuộc đua và tung sự ủng hộ của mình cho ứng cử viên McCain. Đến 2 tháng 2 năm 2008, McCain chiếm được tổng số 97 so với 92 đại biểu của Romney đến dự Đại hội toàn quốc Đảng Cộng hòa 2008. Ngày Siêu thứ ba 5 tháng 2, McCain chiếm được đa số cả về số tiểu bang và số đại biểu trong các cuộc bầu cử sơ bộ của Đảng Cộng hòa, giúp ông dẫn đầu trên đường đến sự đề cử của Đảng.
Sau cuộc bầu cử sơ bộ vào ngày 4 tháng 3, McCain đã nhận đủ số phiếu đại biểu để được Đảng Cộng hòa đề cử. Tất cả các ứng cử viên khác đã rút lui trước đó. Ngày 29 tháng 8, ông chọn Sarah Palin, đương kim thống đốc Alaska, làm người liên danh ứng cử phó tổng thống. Palin là ứng cử viên phó tổng thống phụ nữ thứ nhì từ một đảng chính, sau ứng cử viên Dân chủ Geraldine Ferraro năm 1984. Ông được Đảng Cộng hòa đề cử tại Đại hội Đảng Cộng hòa vào ngày 1 đến 4 tháng 9 tại Saint Paul, Minnesota.
Ngày 4 tháng 11, Barack Obama đánh bại John McCain để trở thành tổng thống thứ 44 của Hiệp Chúng Quốc Hoa Kỳ, và là người Mỹ gốc Phi đầu tiên trong lịch sử nước Mỹ được bầu vào chức vụ này. Trong kỳ tổng tuyển cử này, Obama giành được 365 phiếu đại cử tri, gấp hơn 2 lần so với số phiếu được bầu cho McCain (163 phiếu). Về số phiếu phổ thông, Obama giành được 53% so với 46% của McCain. Ông đọc diễn văn thua cuộc tại Phoenix, Arizona, khoảng 20 phút sau khi Obama được dự đoán là người thắng cuộc

## Những chức vụ chính trị

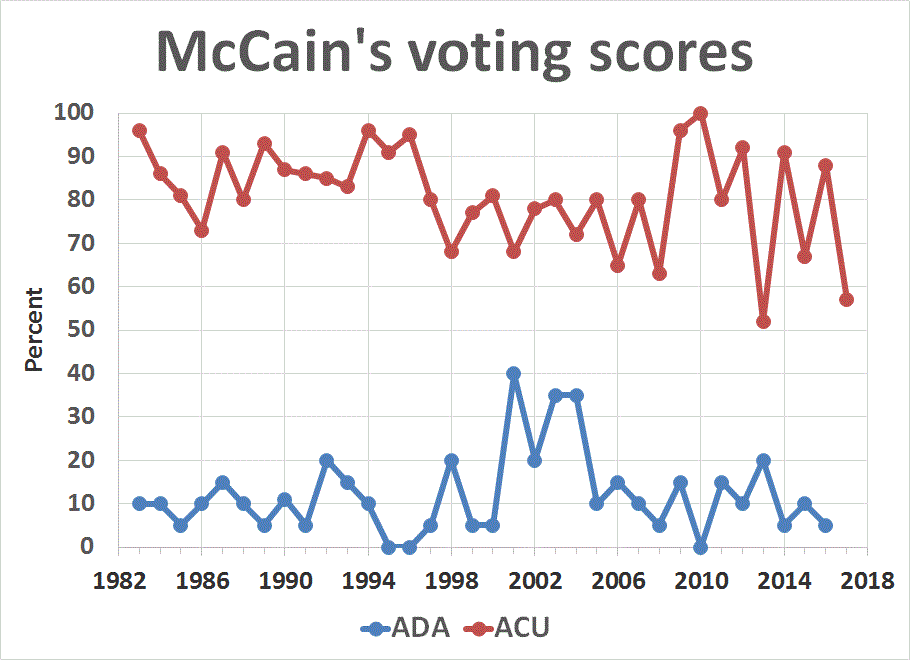
Điểm biểu quyết của John McCain từ 1983–2006 do Liên đoàn Bảo thủ Mỹ (ACU ở hàng phía trên, 100 điểm là bảo thủ nhất) và Người Mỹ vì Hành động Dân chủ (ADA ở hàng dưới, 100 điểm là cấp tiến nhất).

### Những đánh giá từ các nhóm quan tâm chính trị
Là một đảng viên Cộng hòa lâu năm, McCain nhận được chỉ số 82 phần trăm từ Liên đoàn Bảo thủ Mỹ (American Conservative Union), với một chỉ số ôn hòa 65 phần trăm cho năm 2006.
Trong các cuộc bầu cử năm 2000, nhiều người nghĩ rằng Bush là một ứng cử viên bảo thủ hơn và McCain ôn hòa hơn. Thực tế theo Voteview.com, kỷ lục biểu quyết của McCain trong Quốc hội lần thứ 109 cho thấy ông lại là người bảo thủ đứng hàng thứ hai trong các thượng nghị sĩ. Tuy nhiên, kỷ lục biểu quyết trong Quốc hội 107, từ tháng 1 năm 2001 đến tháng 11 năm 2002, đã đặt ông ở vị trí thứ sáu trong các thượng nghị sĩ Cộng hòa cấp tiến nhất theo nguồn phân tích tương tự.

### Quan điểm trong các vấn đề đặc biệt
McCain có nhiều quan điểm truyền thống của Đảng Cộng hòa. Ông có kỷ lục biểu quyết bảo thủ mạnh mẽ về vấn đề chống phá thai và tự do mậu dịch, ủng hộ việc tư hữu an sinh xã hội, và chống vai trò mở rộng của chính phủ trong vấn đề chăm sóc sức khỏe. McCain cũng ủng hộ chương trình phiếu ăn tại trường cho học sinh nghèo, hình phạt tử hình, phạt tù theo mức tối thiểu, và cải tổ phúc lợi xã hội. Về tổng quát, ông được coi là một diều hâu trong chính sách đối ngoại. Khi một người phỏng vấn ông nói, "Tổng thống Bush đã nói đến chuyện chúng ta ở lại Iraq khoảng 50 năm." McCain trả lời rằng, "Cứ tính 100 năm. Chúng ta đã ở Nhật Bản khoảng 60 năm, chúng ta đã ở Nam Hàn 50 năm và như vậy."
Mặc dù, McCain từng ủng hộ luật cấp tiến mà chính đảng của ông chống đối và được một số thành viên giới truyền thông Mỹ gọi là một "maverick" hay đảng viên có tư tưởng độc lập. Nhà bình luận của tờ Arizona Republic là Robert Robb đã dùng một công thức do William F. Buckley rút ra để tả McCain là "bảo thủ" nhưng không phải là "một người bảo thủ". Có nghĩa là trong lúc McCain thường có chiều hướng về phía quan điểm bảo thủ, ông ta không bị "giáo điều triết lý của chủ nghĩa bảo thủ Mỹ trói buộc."
Sự nổi danh của McCain với thuật từ "đảng viên có tư tưởng độc lập" có được chính yếu là do việc ông là tác giả của Đạo luật McCain-Feingold cải tổ tài chính vận động tranh cử và lập trường của ông về di dân bất hợp pháp.
Quan điểm của McCain về phá thai cũng dao động; năm 1999, ông nói về vụ "Roe v. Wade" (ghi chú của người dịch: Roe v. Wade, 410 U.S. 113 (1973) là một vụ xử được thụ lý ở Tối cao Pháp viện Hoa Kỳ với kết quả là một quyết định bước ngoặt làm lật đổ các luật tiểu bang và liên bang trong việc ngăn cấm và hạn chế phá thai) như sau: "trong ngắn hạn, hay thậm chí dài hạn, tôi sẽ không ủng hộ việc hủy bỏ quyết định của vụ Roe v. Wade," nhưng vào năm 2007 McCain phát biểu rằng "phán quyết về vụ đó nên được lật ngược."
Năm 2007, McCain đồng bảo trợ dự luật gây nhiều tranh cãi với Thượng nghị sĩ Ted Kennedy được biết với tên gọi là Đạo luật Cải tổ Di dân toàn diện 2007 mà sẽ cho phép hàng chục triệu di dân bất hợp pháp đang sống tại Hoa Kỳ cơ hội trở thành công dân. Hơn thế nữa theo những tường trình của tờ Washington Post thì John McCain và Thượng nghị sĩ Lindsey Graham từ Nam Carolina "đầu tiên đã hội ý với Kennedy trước khi quyết định bỏ phiếu cùng với đảng viên Dân chủ này cho một tu chính án của đạo luật Thượng viện".
McCain là một người bảo trợ cho luật kiểm soát súng cũng như những gì mà các tổ chức như "Gun Owners of America" (tạm dịch: Hội người làm chủ súng Mỹ) than phiền là sự hạn chế tự do ngôn luận của các tổ chức ủng hộ Tu chính án 2, thậm chí bị "Gun Owners of America" cho điểm F (thang điểm từ cao đến thấp là A đến F). Tuy nhiên trong quá khứ, McCain đã bỏ phiếu chống lại việc thông qua và gia hạn Lệnh cấm Vũ khí tấn công Liên bang và Đạo luật Brady.
McCain bỏ phiếu chống việc giảm thuế của Tổng thống Bush vào năm 2001 và 2003, mặc dù ông lại bỏ phiếu nới rộng giảm thuế vào năm 2005.
McCain là một người chống đối mạnh mẽ việc sử dụng kỹ thuật thẩm vấn cấp cao của chính phủ Bush trong Cuộc chiến chống khủng bố, và đặc biệt ám chỉ việc đổ nước lên tội phạm là hành động tra tấn. Ông cũng nói rằng ông có ý định "đóng cửa ngay lập tức" Trại giam Vịnh Guantanamo.

## Khuôn mặt chính trị và văn hóa
Nhà văn John Karaagac phát biểu rằng, "Quân đội giữ một vị trí đặc biệt trong xã hội Mỹ và trong nền dân chủ Mỹ. Trong thời chiến cũng như thời bình, quân đội trở thành mẫu hình của những giá trị và những khát vọng dân chủ.... Trạng thái căng thẳng quyết liệt của việc trung thành với chính phủ một cách mạnh mẽ về một phía và việc bảo vệ nền cộng hòa phía bên kia dẫn đến một tình trạng mà quan điểm chính trị của quân đội có chiều hướng mâu thuẫn." Karaagac sau đó nhận định rằng John McCain như là một điểm hội tụ của sự căng thẳng và mâu thuẫn này. Sau nhiều năm quan sát McCain, nhà bình luận của nhật báo New York Times là David Brooks có viết rằng "không có ai trong giới chính trị khác biệt như là ông ta," có ý ám chỉ đến năng lực và sự năng động của ông, sự nổi loạn và mong muốn của ông chiến đấu chống lại các thế lực chính trị đầy quyền lực, sự sẵn lòng cởi mở nói chuyện chân thật và không giới hạn với các thông tín viên báo chí truyền thông, và tính bị hài hước lôi cuốn của ông." Brooks cũng nhìn thấy McCain với lỗi lầm chính trị, nhưng giải thích rằng, "Có đôi khi McCain thỏa hiệp ngược lại những nguyên tắc chính trị của mình để hưởng lợi chính trị nhưng ông làm rất ư là dở đến nỗi nó luôn phản pháo ngược lại ông."
McCain có một lịch sử tin vào dị đoan và vận may để thăng tiến, bắt đầu từ thời binh nghiệp của ông. Trong lúc phục vụ tại Việt Nam, ông yêu cầu người sắp xếp dù của ông lao chùi mũ phi công trước mỗi chuyến bay. Trong chiến dịch vận động tranh cử năm 2000, ông mang theo một la bàn, lông chim, giày, bút, đồng 1 xu may mắn và nhiều khi là một hòn đá. Có lần khi McCain bỏ lạc lông chim nơi nào đó đã khiến gây hoang mang một lúc trong chiến dịch tranh cử. Đêm trước bầu cử sơ bộ Đảng Cộng hòa 2008 tại New Hampshire, ông nằm ngũ ngay bên phía tương tự của chiếc giường trong chính căn phòng khách sạn ông đã ở trước đây khi ông thắng bầu cử sơ bộ tại đây vào năm 2000, và sau khi chiến thắng ông đã mang một số bùa của ông vào cuộc bầu cử sơ bộ tiếp theo ở Michigan. Sự dị đoan mê tín của ông được truyền sang cho những người khác; đối với những người sợ đi phi cơ hoặc đã từng trải qua một chuyến bay ghập nghềnh, ông nói, "Anh chị không cần lo lắng. Tôi đã làm rơi 4 phản lực cơ chiến đấu, và tôi sẽ không chết trong một vụ phi cơ rơi. Anh chị sẽ an toàn khi đi với tôi."
McCain đã nhiều lần được điều trị định kỳ ung thư da, gồm có khối u ác tính vào năm 1993, 2000, và 2002; một trong những lần phẫu thuật đã để lại một vết thẹo thấy rõ bên phía trái khuôn mặt của ông. Cái thẹo đó cùng với những vết thương lúc chiến tranh và những năm trước khiến ông thường hay lên tiếng trong chiến dịch tranh cử tổng thống vào năm 2007 như sau: "
Tôi còn già hơn là mặt đất và nhiều thẹo hơn là Frankenstein."
Nhà báo Adam Clymer thấy bản tính của McCain có lẽ không phù hợp cho chức vụ thượng nghị sĩ: "McCain là một người thiếu kiên nhẫn — có lẽ vì ông đã mất 5 năm cuộc đời của mình làm tù binh chiến tranh tại Bắc Việt — trong một học viện tôn sùng trì trệ và ban tặng chịu đựng." Clymer nhận định thêm rằng "Không có gì phải hỏi là ông đôi khi làm mất đi các đồng minh tiềm năng bởi thiên hướng nói thẳng vào mặt các thượng nghị sĩ khác." Một cuộc thăm dò 2006 của tạp chí Washingtonian về nhân sự của Đồi Capitol xếp McCain đứng hạng nhì người nóng tính nhất trong Thượng viện. Thật vậy, những tính tình khiến cho McCain bị hàng trăm lần kỷ luật ở Học viện Hải quân chưa bao giờ bỏ hẳn ông; theo lời thú nhận của chính ông, ông có một tính tình có nét tự phụ "vô phương trị," và ông nói thêm rằng: "Đôi khi tính hài hước của tôi thiếu cân nhắc hoặc không đúng thời điểm, và như vậy có thể trở thành một vấn đề." Trong nhiều năm trôi qua, ông đã gây ra không ít những lời phát biểu gây tranh cãi như sau:
- Trong chiến dịch tranh cử thượng viện năm 1986, ông ám chỉ cộng đồng hồi hưu "Leisure World" (Thế giới giải trí) thành "Seizure World" (Thế giới giam cầm) là nơi "97 phần trăm đi bầu cử và 3 phần trăm còn lại đang được chăm sóc hồi phục sức khỏe."[83] Lời nói đùa đó của ông càng thêm tồi tệ (như ông sau này có nhìn nhận) khi ông đã không đưa ra lời xin lỗi.[83]
- Năm 1998, tại một buổi quyên góp quỹ cho Đảng Cộng hòa, McCain nói đùa về cô con gái của Tổng thống Clinton là Chelsea như sau: "Tại sao Chelsea Clinton quá xấu xí? Tại vì cha của nó là Janet Reno."[236] McCain sau đó đã xin lỗi Tổng thống Clinton và Clinton đã chấp nhận lời xin lỗi này.[236]
- McCain công khai dùng thuật từ "gook" để ám chỉ những người Việt tra tấn ông trong Chiến tranh Việt Nam ngay từ khi ông trở về sau khi bị giữ làm tù binh.[52] Suốt chiến dịch vận động tranh cử năm 2000, ông liên tục từ chối xin lỗi vì tiếp tục sử dụng thuật từ này. Ông nói rằng ông chỉ dùng thuật từ này để ám chỉ những người cầm giữ ông.[237] Cuối mùa bầu cử sơ bộ, vì càng ngày càng có nhiều lời chỉ trích từ cộng đồng người Mỹ gốc châu Á tại tiểu bang chính trị quan trọng là California, McCain đảo ngược lập trường của mình và hứa là không dùng thuật từ đó trước công chúng.[238] Đa số người Mỹ gốc Việt mà phần lớn là những người tị nạn chính quyền cộng sản đã không nhận thấy thuật từ này là xúc phạm và đồng lòng ủng hộ ông.[239][240][241]
- Tháng 3 năm 2007, McCain xin lỗi vì dùng thuật từ "tar baby" để trả lời 1 câu hỏi tại Cedar Falls, Iowa về vấn đề lật ngược các phán quyết của tòa án xử li dị. Mặc dù ông không dùng thuật từ này để ám chỉ đến người Mỹ gốc châu Phi, ông đồng ý rằng ông đã sai lầm khi dùng một thuật từ mà một số người xem như là có tính chất kỳ thị chủng tộc.[242]
- Trong một lần xuất hiện vận động tranh cử tại Murrells Inlet, Nam Carolina ngày 18 tháng 4 năm 2007, McCain được hỏi về hành động quân sự có thể xảy ra chống Iran. Ông trả lời bằng cách hát "Bomb bomb bomb, bomb bomb Iran" theo nhịp điệu bài hát "Barbara Ann" của nhóm Beach Boys.[243]
- Trong một buổi thu hình The Daily Show ngày 24 tháng 4 năm 2007, người điều khiển chương trình Jon Stewart hỏi McCain, "Ông muốn bắt đầu bằng cái gì nè, bài hát ném bom Iran hay là đi chợ ở Baghdad?" McCain trả lời rằng "Tôi nghĩ có thể là đi mua hàng ở Baghdad... Tôi cũng có lựa một thứ cho ông - một trái bom IED để đặt lên bàn của ông." Ngày 25 tháng 4 năm 2007, dân biểu John Murtha đòi McCain xin lỗi tại trong Hạ viện. Murtha nói rằng lời nói đùa mang bom IED về cho những nhà hài hước là vô lương tâm khi có rất nhiều binh sĩ chết vì bom IED ở Iraq.[244] McCain đáp lại bằng cách bảo Murtha và những người chỉ trích khác "Lighten up and get a life" (tạm dịch:nhẹ nhàng một chút và làm việc của mình)[245]
- Ngày 18 tháng 5 năm 2007, trong một cuộc họp thảo luận về luật di dân, McCain chửi Thượng nghị sĩ John Cornyn (R-Texas) sau khi Cornyn tỏ vẻ quan tâm về số lần chống án mà các di dân bất hợp pháp có thể nhận được. Theo nhiều nguồn, Cornyn bảo McCain, "Chờ một chút tại đây. Tôi đã ngồi tại đây để tham dự tất cả các buổi thảo luận và ông chỉ mới nhảy dù vào đây ngày cuối cùng. Ông đang ở ngoài hàng." McCain trả lời, "Mẹ kiếp ông! tôi biết việc này còn nhiều hơn bất cứ người nào trong phòng này."[246][247]

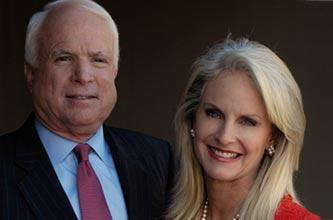
John và Cindy McCain

Truyền thống mà McCain thừa hưởng đã được truyền lại cho chính gia đình của ông. Con trai John Sidney IV ("Jack") của ông ghi danh vào trong Học viện Hải quân Hoa Kỳ, và con trai James ghi danh vào Thủy quân lục chiến Hoa Kỳ năm 2006, bắt đầu thụ huấn tân binh sau đó trong năm, và đến cuối năm 2007 được đưa sang đóng quân tại Iraq trong Chiến dịch Iraq tự do. Con gái Meghan tốt nghiệp Đại học Columbia, và làm việc cho chiến dịch tranh cử tổng thống của ông. Con trai Doug của cuộc hôn nhân trước tốt nghiệp Đại học Virginia, trở thành một phi công hàng không mẫu hạm lái phi cơ A-6E Intruder, sau đó làm phi công thương mại cho hãng American Airlines; con trai Andy là phó chủ tịch và tài chính trưởng cho Hensley & Company; và con gái Sidney là một hành chính viên công nghệ thu âm sống tại Toronto và làm việc cho Capitol Records và V2 Records. Tổng cộng ông có bảy người con, sinh trong 4 thập niên — tất cả được nói là hợp ý với ông, vợ ông và với nhau — và cho đến năm 2007, ông có 4 cháu nội ngoại. Cindy McCain bị lên cơn đau tim trong năm 2004 vì máu cao, nhưng dường như đã hồi phục hoàn toàn. Ông bà sống tại Phoenix, và bà vẫn còn là chủ tịch hãng phân phối rượu và bia Anheuser-Busch mang tên Hensley & Company do cha bà thành lập.

## Phần thưởng, vinh dự, và huân chương

### Quân sự
- Huân chương Ngôi sao Bạc
- Legion of Merit
- Huân chương Ngôi sao Đồng
- Huân chương Trái tim Tím
- Distinguished Flying Cross[1]
- Huân chương tù binh chiến tranh
- Huân chương phục vụ quốc phòng
- Huân chương phục vụ tại Việt Nam
- Huân chương chiến dịch tại Việt Nam (Việt Nam Cộng hòa)

### Dân sự
- Ngày 24 tháng 5 năm 1999, McCain chia Giải Profile in Courage với Thượng nghị sĩ Russ Feingold vì việc làm của họ trong nỗ lực xúc tiến Cải tổ Tài chính Vận động tranh cử.[113]
- Tháng 12 năm 2004, McCain trở thành một hội viên danh dự của Hội Triết lý Đại học (University Philosophical Society) tại Cao đẳng Thần học Dublin.[255]
- Ngày 28 tháng 9 năm 2005, Viện Eisenhower trao tặng Giải thưởng Lãnh đạo Eisenhower cho McCain.[256] Giải thưởng công nhận những cá nhân mà những thành tựu trọn đời của họ phản ánh di sản của Dwight D. Eisenhower về liêm chính và tài lãnh đạo.
- Ngày 5 tháng 12 năm 2006, McCain được trao tặng Giải Phục vụ xuất sắc mang tên Henry M. Jackson bởi Viện Do Thái về sự vụ An ninh Quốc gia (Jewish Institute for National Security Affairs).[257]
- Ngày 13 tháng 2 năm 2007, Diễn đàn Lãnh đạo Thế giới giới thiệu McCain với "Giải người tạo ra chính sách trong năm". Giải thưởng được trao tặng quốc tế cho những ai đã "tạo ra, gây cảm ứng hoặc ảnh hưởng mạnh mẽ chính sách hay luật lệ quan trọng."[258]

## Lịch sử bầu cử của McCain
| Năm  |  | Dân chủ            | Phiếu  | Điểm |  | Cộng hòa    | Phiếu   | Điểm |  | Đảng thứ 3       | Đảng  | Phiếu | Điểm |
| ---- |  | ------------------ | ------ | ---- |  | ----------- | ------- | ---- |  | ---------------- | ----- | ----- | ---- |
| 1982 |  | William E. Hegarty | 41.261 | 31%  |  | John McCain | 89.116  | 66%  |  | Richard K. Dodge | Tự do | 4.850 | 4%   |
| 1984 |  | Harry W. Braun     | 45.609 | 22%  |  | John McCain | 162.418 | 78%  |  |                  |       |       |      |

| Năm  |  | Dân chủ         | Phiếu   | Điểm |  | Cộng hòa    | Phiếu     | Điểm |  | Đảng thứ 3     | Đảng    | Phiếu   | Điểm |  | Đảng thứ 3     | Đảng     | Phiếu  | Điểm |  | Đảng thứ 3     | Đảng          | Phiếu | Điểm |
| ---- |  | --------------- | ------- | ---- |  | ----------- | --------- | ---- |  | -------------- | ------- | ------- | ---- |  | -------------- | -------- | ------ | ---- |  | -------------- | ------------- | ----- | ---- |
| 1986 |  | Richard Kimball | 340.965 | 40%  |  | John McCain | 521.850   | 60%  |  |                |         |         |      |  |                |          |        |      |  |                |               |       |      |
| 1992 |  | Claire Sargent  | 436.321 | 32%  |  | John McCain | 771.395   | 56%  |  | Evan Mecham    | Độc lập | 145.361 | 11%  |  | Kiana Delamare | Tự đo    | 22.613 | 2%   |  | Ed Finkelstein | Tân Liên minh | 6.335 | <1%  |
| 1998 |  | Ed Ranger       | 275.224 | 27%  |  | John McCain | 696.577   | 69%  |  | John C. Zajac  | Tự do   | 23.004  | 2%   |  | Bob Park       | Cải cách | 18.288 | 2%   |  |                |               |       |      |
| 2004 |  | Stuart Starky   | 404.507 | 21%  |  | John McCain | 1.505.372 | 77%  |  | Ernest Hancock | Tự do   | 51.798  | 3%   |  |                |          |        |      |  |                |               |       |      |

- George W. Bush – 12.034.676 (62,00%)
- John McCain – 6.061.332 (31,23%)
- Alan Keyes – 985.819 (5,08%)
- Steve Forbes – 171.860 (0,89%)
- Unpledged – 61.246 (0,32%)
- Gary Bauer – 60.709 (0,31%)
- Orrin Hatch – 15.958 (0,08%)
- Al Gore (tự ghi phiếu bầu) – 1.155 (0,01%)
- Bill Bradley (tự ghi phiếu bầu) – 1.025 (0,01%)

## Chỉ trích

### Quan điểm hiếu chiến
McCain bị chỉ trích vì ủng hộ chính sách diều hâu hiếu chiến của chính phủ Mỹ. Sau khi được bầu vào Thượng viện Hoa Kỳ năm 1987, McCain ủng hộ các can thiệp quân sự của Mỹ, từ cuộc Chiến tranh vùng Vịnh đầu tiên vào đầu những năm 1990 cho đến những cuộc xâm lược Iraq, Libya và Afghanistan, những cuộc chiến đã giết hại gần 1 triệu người. McCain cũng là một người ủng hộ Israel mở các chiến dịch quân sự chống lại người Palestine, giết chết hàng nghìn người.
McCain đã ủng hộ cuộc tấn công của Mỹ vào Kosovo vào năm 1999. Trong cuộc xung đột Kosovo, McCain ủng hộ "Quân đội Giải phóng Kosovo", một tổ chức thánh chiến Hồi giáo có quan hệ với Al Qaeda dưới quyền trùm khủng bố Osama Bin Laden. Ngay sau khi mùa xuân Ả Rập nổ ra ở Syria, McCain đã nhanh chóng bắt liên lạc với "phe đối lập Syria". Chỉ mấy tháng ngắn ngủi sau đó, Hoa Kỳ đã ủng hộ các nhóm phiến quân ở Syria. McCain cũng kêu gọi chính phủ Mỹ viện trợ cho "Quân đội Syria Tự do" và các nhóm phiến quân ở Syria khác. Cuộc nội chiến ác liệt ở Syria đã kéo dài nhiều năm, khiến hàng trăm ngàn người thiệt mạng, hàng triệu người mất nhà cửa

### Phân biệt chủng tộc
Năm 2000, John McCain tuyên bố: "Tôi căm ghét bọn gook, tôi căm ghét chúng đến chừng nào tôi còn sống. Tôi nói đến những quản giáo ở nhà tù của tôi, và tôi sẽ tiếp tục gọi chúng bằng ngôn ngữ có thể sẽ xúc phạm một số người vì đã đánh đập và tra tấn bạn bè tôi. Gook là tên gọi tử tế nhất tôi có thể dành cho chúng." Gook là từ miệt thị, phân biệt chủng tộc dành cho người da vàng Đông Á. Ngày 21 tháng 2 năm 2000, phát ngôn viên Bộ Ngoại giao Việt Nam, bà Phan Thúy Thanh đã lên án hành động xúc phạm chủng tộc, xúc phạm người Việt của John McCain
Thực tế ông John McCain đã sử dụng những từ ngữ như vậy và đưa ra những tuyên bố không thiện chí đã làm tổn thương người Việt Nam và người châu Á. Tuyên bố này không xứng đáng với một thượng nghị sĩ Hoa Kỳ, đặc biệt là một thượng nghị sĩ đang tranh cử tổng thống. Điều này rõ ràng là không mang lại sự tín nhiệm cho bản thân ông ta và cũng không có lợi cho chính sách ngoại giao của Hoa Kỳ
Trong quan hệ với các quốc gia từng thù hận với Việt Nam, chính sách của chúng tôi là tạm thời gạt bỏ quá khứ, hướng về tương lai và hợp tác phát triển hỗ tương. Chúng tôi nghĩ phía Hoa Kỳ biết rõ điều này. Cuộc chiến tranh xâm lược của Mỹ đã đem đến nhiều tội ác và đau khổ lên nhân dân Việt Nam. Chính nhân dân Việt có quyền nói về những điều này. Đó là chương buồn trong lịch sử quan hệ giữa hai nước.

## Tác phẩm
| Tìm hiểu thêm về John McCain tại các dự án liên quan |                                   |
| Tìm kiếm Wiktionary                                  | Từ điển từ Wiktionary             |
| Tìm kiếm Commons                                     | Tập tin phương tiện từ Commons    |
| Tìm kiếm Wikinews                                    | Tin tức từ Wikinews               |
| Tìm kiếm Wikiquote                                   | Danh ngôn từ Wikiquote            |
| Tìm kiếm Wikisource                                  | Văn kiện từ Wikisource            |
| Tìm kiếm Wikibooks                                   | Tủ sách giáo khoa từ Wikibooks    |
| Tìm kiếm Wikiversity                                 | Tài nguyên học tập từ Wikiversity |

- Hard Call: Great Decisions and the Extraordinary People Who Made Them
- Character Is Destiny: Inspiring Stories Every Young Person Should Know and Every Adult Should Remember by John McCain, Mark Salter (Random House, tháng 10 năm 2005) ISBN 1-4000-6412-0
- Why Courage Matters: The Way to a Braver Life by John McCain, Mark Salter (Random House, tháng 4 năm 2004) ISBN 1-4000-6030-3
- Odysseus in America by Jonathan Shay, Max Cleland, John S. McCain (Scribner, tháng 11 năm 2002) ISBN 0-7432-1156-1
- Worth the Fighting for: A Memoir by John McCain, Mark Salter (Random House, tháng 9 năm 2002) ISBN 0-375-50542-3
- Unfinished Business: Afghanistan, the Middle East and Beyond — Defusing the Dangers That Threaten America's Security by Harlan Ullman, John S. McCain (Citadel Press, tháng 6 năm 2002) ISBN 0-8065-2431-6
- Faith of My Fathers by John McCain, Mark Salter (Random House, tháng 8 năm 1999) ISBN 0-375-50191-6
- The Reminiscences of Admiral John S. McCain, Jr., United States Navy (retired) by John S. McCain (U.S. Naval Institute, 1999) ISBN B0006RY8ZK
- "An Enduring Peace Built on Freedom: Securing America's Future" by John McCain Foreign Affairs, November/tháng 12 năm 2007
- "How the POW's Fought Back", by John S. McCain III, Lieut. Commander, U.S. Navy, U.S. News and World Report, May 14, 1973 (reprinted for web under different title in 2008)